# Horst Janssen

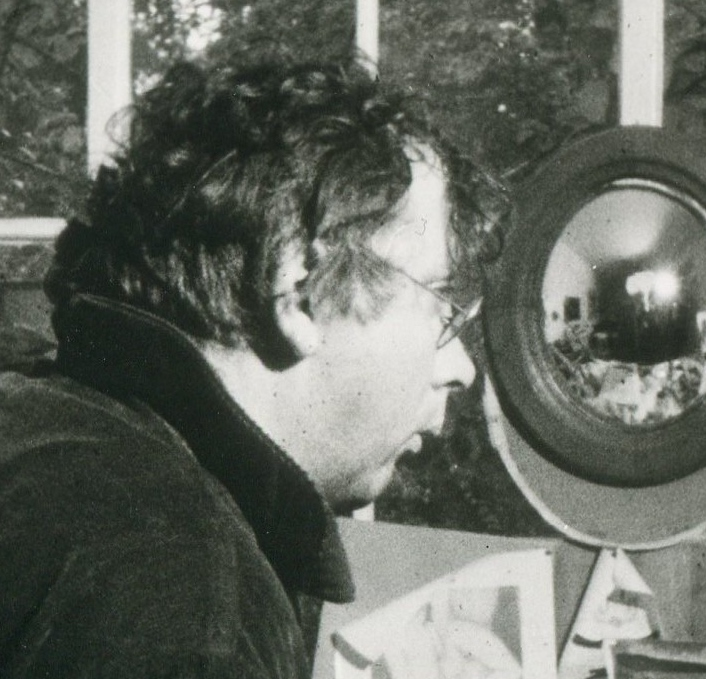
Horst Janssen (1968)

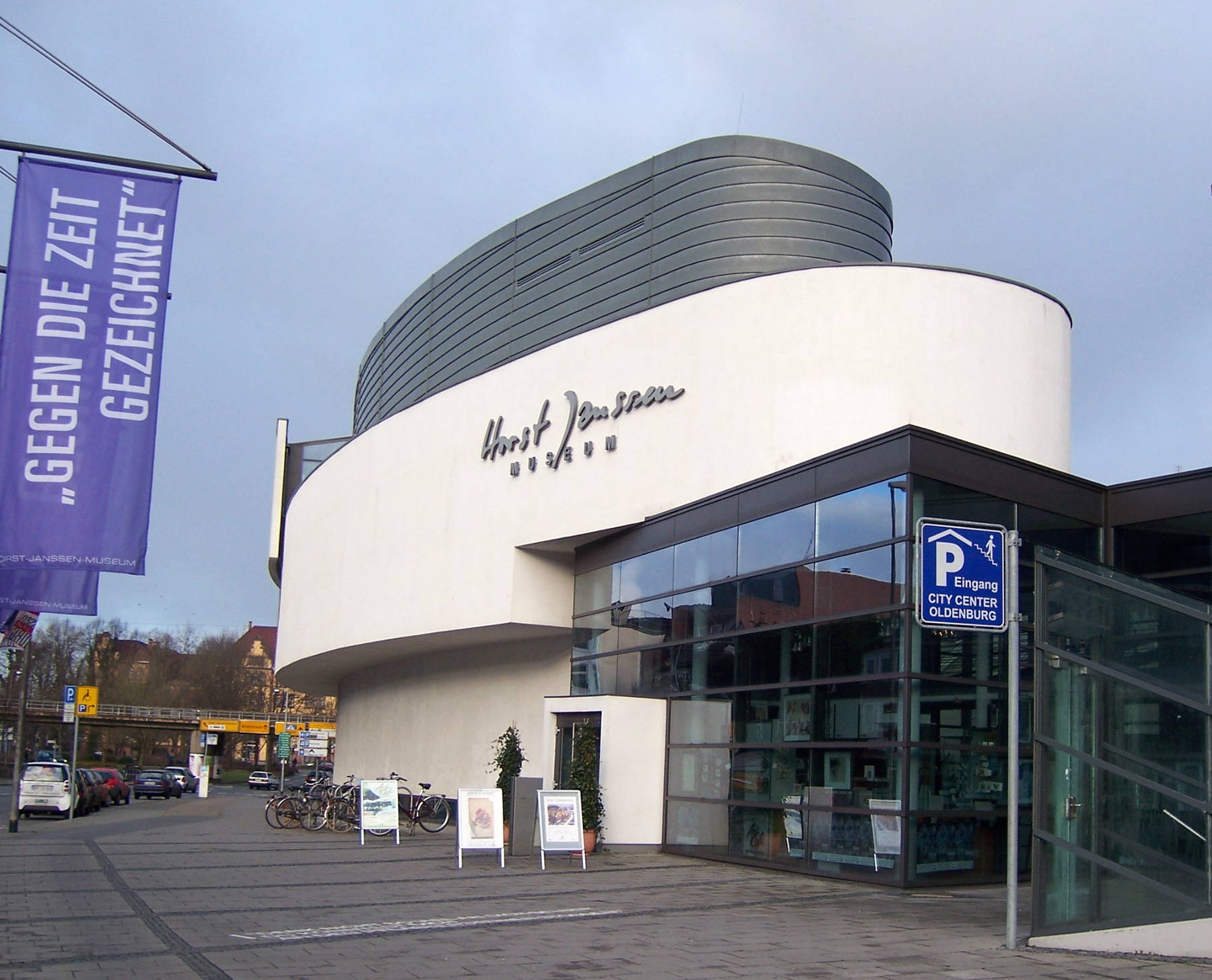
Das Horst-Janssen-Museum in Oldenburg/Niedersachsen

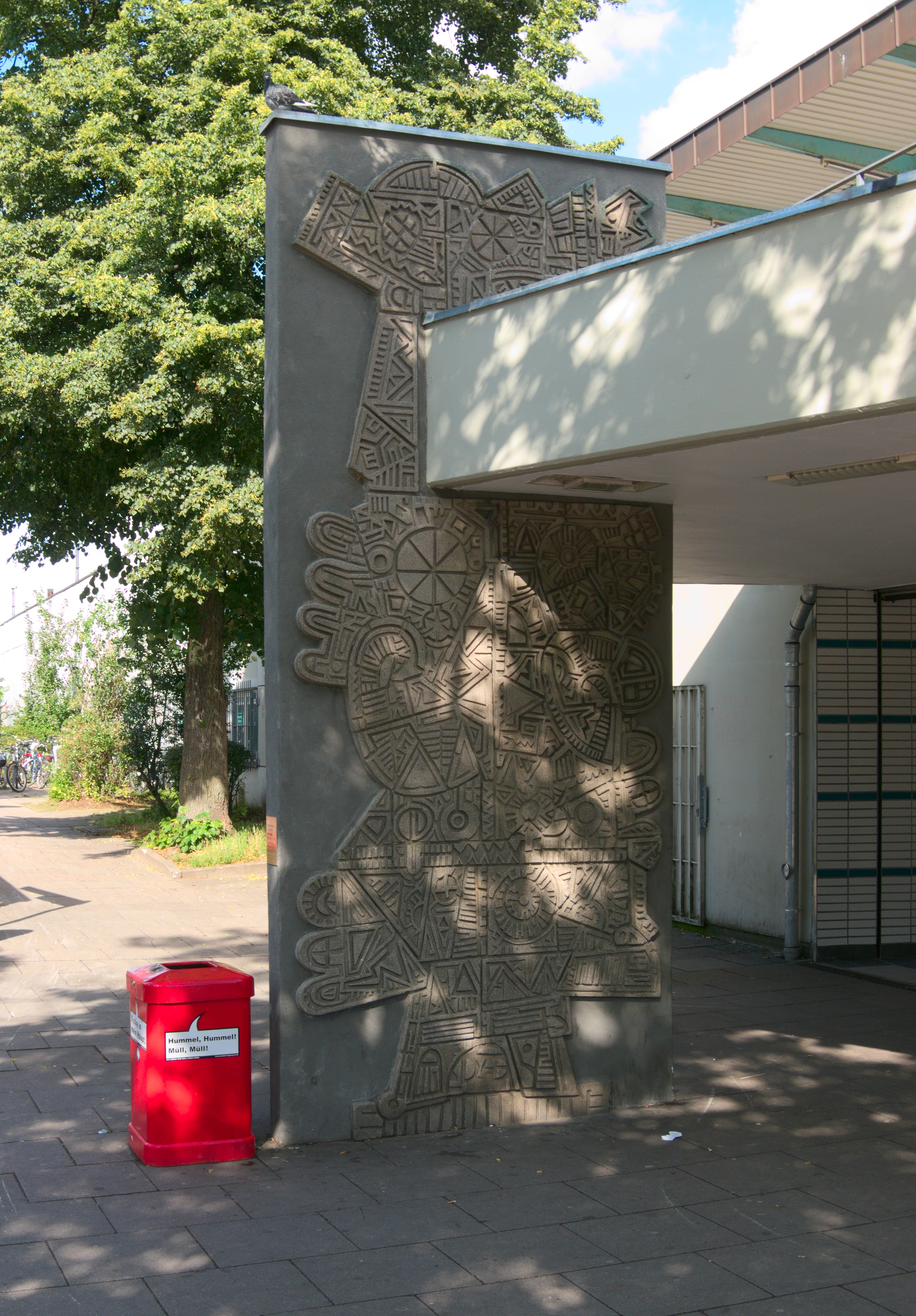
Horst Janssen: Stock des Farbholzschnitts „Der Kaiser“ als Beton-Stele, U-Bahn-Eingang Farmsen, Hamburg 1960

Horst Janssen (* 14. November 1929 in Wandsbek bei Hamburg; † 31. August 1995 in Hamburg) war ein deutscher Zeichner, Grafiker, Autor, Plakatkünstler, Illustrator und Fotograf.
Mit seinen Zeichnungen, Aquarellen, Gouachen, Radierungen, Holzschnitten und Lithographien gilt Janssen als einer der herausragendsten und produktivsten Zeichner und Grafiker des 20. Jahrhunderts 1968 wurde er mit dem Graphikpreis der Biennale in Venedig ausgezeichnet. 2000 wurde das ihm und seinem Werk gewidmete „Horst-Janssen-Museum“ in Oldenburg eröffnet.

## Leben

### Kindheit und Jugend
Horst Janssen wuchs im niedersächsischen Oldenburg als nichtehelicher Sohn seiner Mutter Martha Janßen, einer Damenschneiderin, auf. Seinen Vater Karl Gottlob Bauder, einen schwäbischen Handelsreisenden, lernte er nie kennen. Horst Janssen lebte zusammen mit seiner Mutter bei den Großeltern, Schneidermeister Johann Friedrich (genannt Fritz) und Anna Janßen, in einem Giebelhaus in der Lerchenstraße. Sein Großvater nahm ihn an Kindes statt an. Als der Großvater 1939 an Tuberkulose starb, wurde ein Amtsvormund bestellt. Im September 1942 wurde er Schüler der Nationalpolitischen Erziehungsanstalt Emsland (NAPOLA) in Haselünne im Emsland. Dort erkannte der Zeichenlehrer Hans Wienhausen Janssens künstlerische Begabung und förderte sie. Im Januar 1943 starb seine Mutter, ebenfalls an Tuberkulose. Im Jahr darauf wurde er von Anna Janssen adoptiert, der jüngeren Schwester seiner Mutter. 1945 zog Janssen nach Hamburg zu seiner Adoptivmutter. Sie finanzierte sein Kunststudium. Ihr hat er dann auch unter dem Kosenamen „Tantchen“ sprachlich und bildkünstlerisch immer wieder ein Denkmal gesetzt.

### Ehen und Beziehungen
Anfang der 1950er-Jahre hatte Janssen eine Beziehung mit der verheirateten Gabriele Gutsche, geb. Schwimmer. Aus dieser Verbindung ging sein erster Sohn hervor. Von 1955 bis 1959 war Janssen mit Marie Knauer verheiratet. Nach der Scheidung war Janssen wenige Wochen mit Birgit Sandner (der vormaligen Gefährtin des verhassten Prof. Gustav Hassenpflug) verheiratet. Seine dritte und letzte Ehe ging Janssen 1960 mit Verena von Bethmann-Hollweg ein. Die Scheidung erfolgte 1968. Von 1968 bis 1972 lebte Janssen mit Gesche Tietjens zusammen. Die Beziehung zur Mathematikerin Roswitha Hartung Ende 1972 blieb ein Intermezzo. Anfang 1973 hatte Janssen eine kurze, sehr leidenschaftliche Liaison mit Bettina Sartorius. Von 1974 bis 1990 war Janssen liiert mit Birgit Jacobsen, Viola Rackow, Kerstin Schlüter, Annette Kasper, Britta Kerinnes und schließlich Heidrun Bobeth. Alle diese Beziehungen schlugen sich in einer Vielzahl unterschiedlicher Porträts und erotischer Darstellungen der betreffenden Frauen nieder, die man, wie auch andere seiner Themenschwerpunkte, in einer Werkübersicht mit dem Titel Frauenbildnisse von 1988 nachblättern kann. Aus seinem Alkoholismus macht er nie ein Geheimnis.

### Kinder
1950 wurde der Sohn Clemens Gutsche geboren, 1956 Tochter Katrin, genannt „Lamme“, aus der Ehe mit Marie Knauer. 1961 brachte Verena von Bethmann-Hollweg den Sohn Philip zur Welt. Gesche Tietjens bekam 1973 den Sohn Adam.
Auch seine Kinder regten ihn zu zahlreichen zeichnerischen und druckgraphischen Porträts an.

### Schwerer Unfall

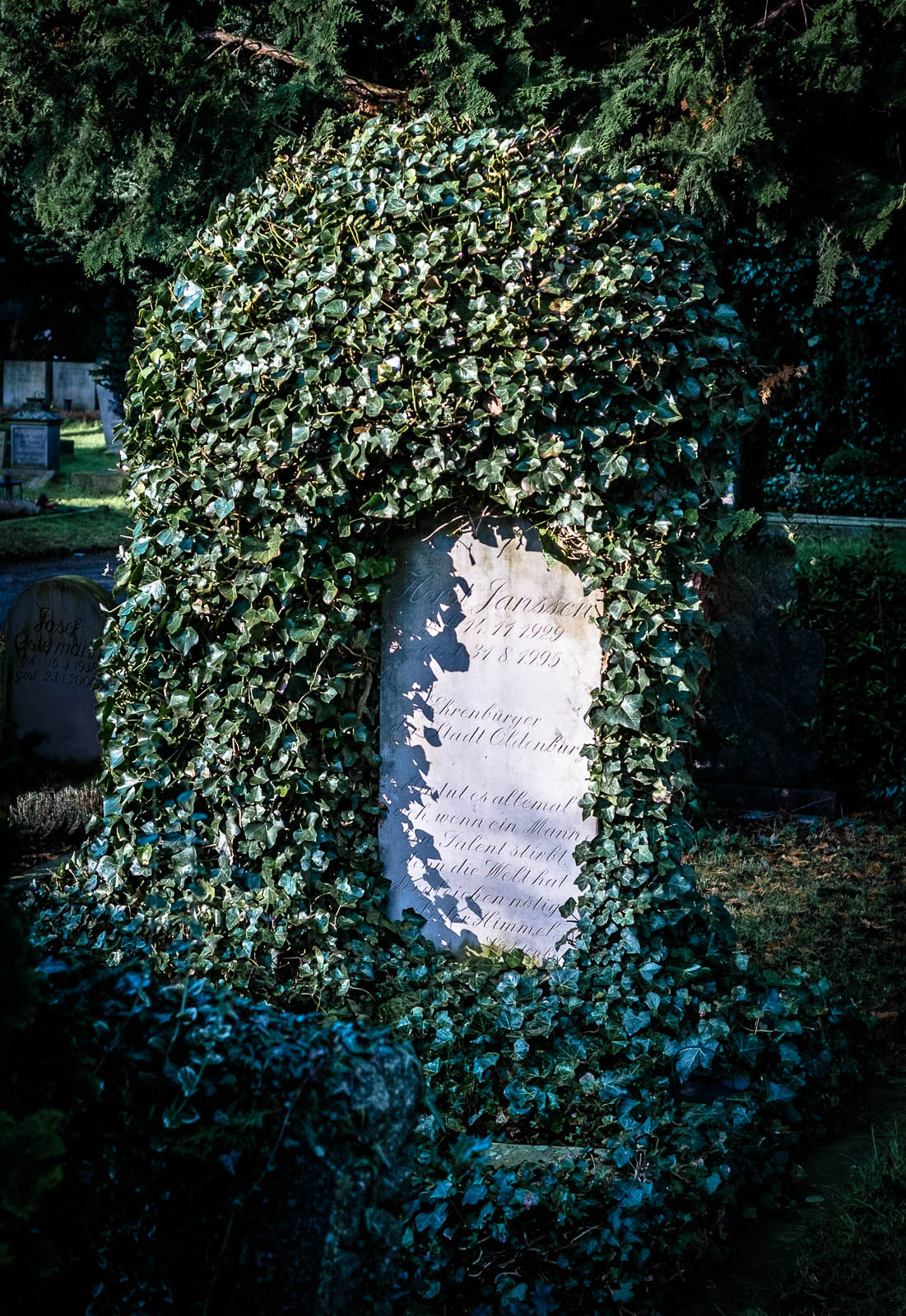
Horst Janssens Grab auf dem Gertrudenfriedhof in Oldenburg (Oldenburg), 2016

Am 19. Mai 1990 stürzte er mit dem Balkon seines Hauses aus 3,40 m Höhe in die Tiefe, mitsamt den Gefäßen, in denen er die für seine Radierungen benötigten Säuren verwahrte. Neben einer Schädelplatzwunde, Schienbeinfraktur und doppeltem Beckenbruch erlitt Janssen eine beiderseitige Hornhautverätzung, wie der Unfallbericht von D. Hallermann festhält. In Horst Janssens Der Foliant ist nicht nur dieser Bericht auf der Innenumschlagklappe abgedruckt. Janssen liefert auch in Wort und Bild einen anschaulichen und sensiblen Bericht über „den Leidens- und Heilungsprozess in den folgenden Wochen und Monaten“ und „über das allmähliche Wiedererwachen der physiologischen und künstlerischen Sehfähigkeit“ – „ein außergewöhnliches Kompendium zu Kunst und Medizin“, wie der Arzt und Kunsthistoriker Axel Hinrich Murken vermerkt.

### Tod
Am 31. August 1995 verstarb Janssen im Alter von 65 Jahren in Hamburg an den Folgen eines Schlaganfalls und wurde, wie er es sich gewünscht hatte, auf dem Gertrudenkirchhof in Oldenburg beigesetzt.
Die Stadt Oldenburg widmete ihm eine große Werkschau.

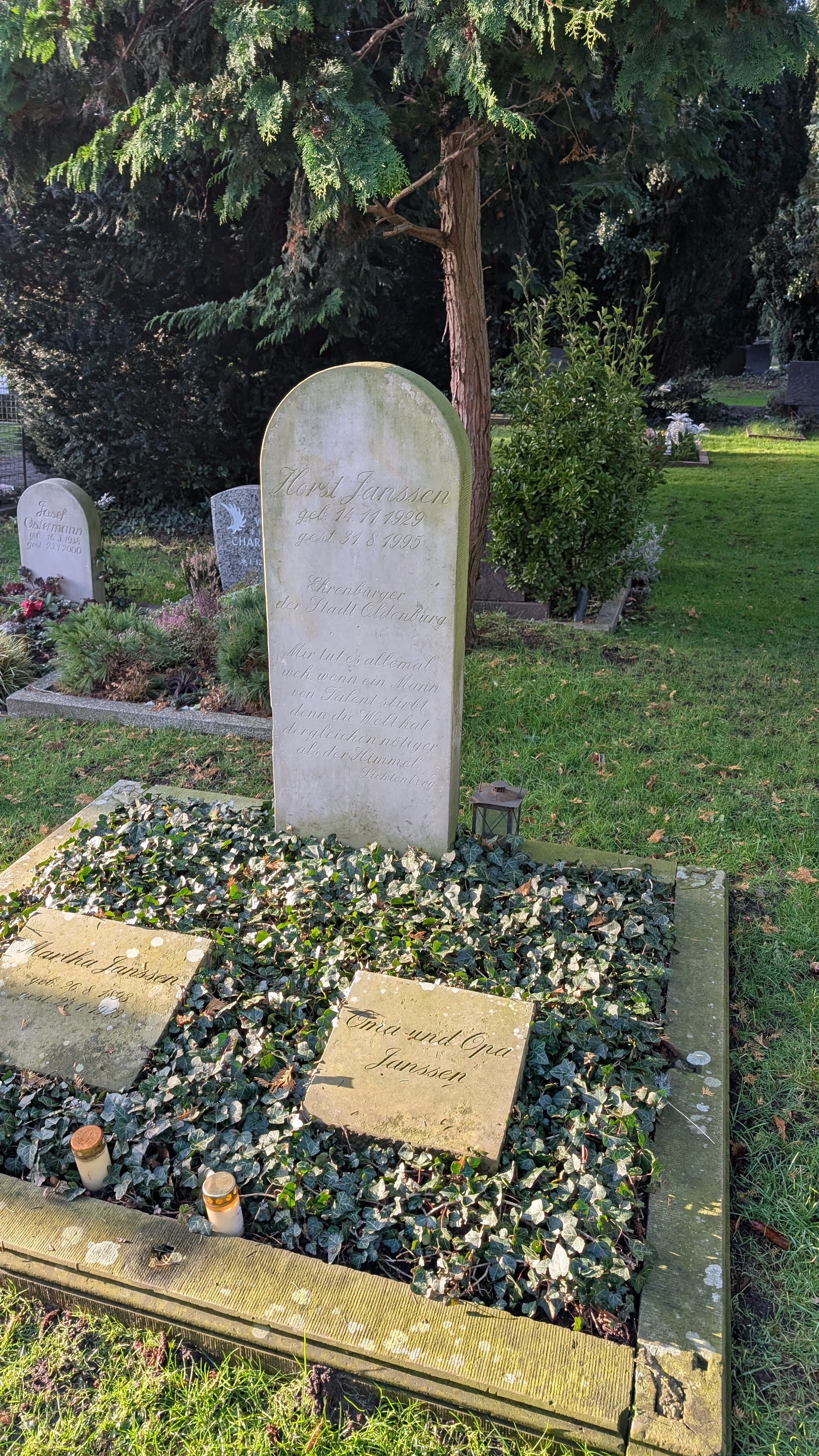
Grabstätte Horst Janssen auf dem Gertrudenkirchhof in Oldenburg (Niedersachsen)

## Künstlerischer Werdegang

### 1946 bis 1951
Ab 1946 studierte Janssen an der Landeskunstschule in Hamburg, wo er von Anfang an Meisterschüler von Alfred Mahlau war und dank ihm erste Aufträge zugespielt bekam. 1947 wurde die Zeichnung mit dem Titel Die Prinzessin auf der Erbse in der Hamburger Wochenzeitung Die Zeit veröffentlicht. 1948 erschien das von Janssen illustrierte Kasperle-Buch Seid ihr alle da? mit Versen von Rolf Italiaander. 1950 wurde sein Sohn Clemens Gutsche geboren. Zu dieser Zeit experimentierte Janssen mit Monotypien und Holzschnitten. Formales Vorbild war unter anderem der norwegische Symbolist Edvard Munch und das zeichnerische Werk von Paul Klee. Vom Sujet her dominierte neben Tierdarstellungen das Thema Mann und Frau. 1951 wurde Janssen vom Direktor Gustav Hassenpflug, der ihn partout nicht leiden konnte, von der Landeskunstschule ohne akademischen Abschluss relegiert.

### 1952 bis 1965
1952 erhielt Janssen das Hamburger Lichtwark-Stipendium. In den Jahren von 1952 bis 1956 hielt sich Janssen dadurch über Wasser, dass er die durch Vermittlung seines Lehrers Alfred Mahlau erhaltenen Aufträge des Aschaffenburger Buntpapierfabrikanten Guido Dessauer erfüllte: meist eher konventionelle und repräsentative Porträts der Dessauers, in Öl, angelehnt an Max Beckmann und an Modigliani. Es entstanden erste  Arbeiten auf Papier. In der Werkstatt der Buntpapierfabrik lernte Janssen die Technik der Lithografie beherrschen. Spätestens seit Mitte der fünfziger Jahre ist Janssen in Hamburg als vielseitiger Grafiker etabliert und erhält sogar Aufträge außerhalb seiner vertrauten Arbeitsfelder. So entwirft er für die Familie Reemtsma den Teppich Helle Stunde. Die in dieser Schaffensphase entstandenen großformatigen Farbholzschnitte machten ihn weit über Hamburg hinaus bekannt. Ihr Absatz erlaubten ihm und seiner ersten Ehefrau Marie Knauer sowie der gemeinsamen Tochter „Lamme“ zum ersten Mal ein Auskommen. Von Paul Wunderlich lernte er die Technik der Radierung und rühmte ihn später anerkennend: „Paul führte mich ein in die Alchemie und Physik des Radierens.“ Eine grafische (Druck)-Technik, die Janssen alsbald vollendet beherrschte und in der er einen Großteil seines umfangreichen Gesamtwerkes schuf, das insgesamt etwa 4000 Blätter sowie 47 Radier-Zyklen umfasst.
Obwohl Janssen in Gruppenausstellungen wie Jüngere Hamburger Maler (1956) im Kunstverein Hamburg, Farbige Graphik in der Kestner-Gesellschaft in Hannover sowie auf der ars viva in Lübeck (beide 1957) vertreten war und im gleichen Jahr ein Stipendium des Kulturkreises im BDI (Bundesverband der Deutschen Industrie) erhielt, rückte eine Einzelausstellung von ihm in Hamburg in eher weite Ferne: frühestens in zwei Jahren wäre er dran gewesen.

### Nationale Anerkennung
Doch Janssen legte nicht etwa die Hände in den Schoß, sondern arrangierte die von ihm ersehnte Ausstellung auf eigene Faust, im Treppenhaus seines Wohnhauses in der Hamburger Warburgstraße 33b. Vom 18. Januar 1957 an zeigte er dort einen Monat lang 25 seiner Farbholzschnitte. Die Ausstellung wurde ein riesiger Erfolg, fast alle Blätter verkauft und Janssen musste von eigener Hand nachdrucken. Bis 1965 folgten noch vier weitere solcher Treppenhausausstellungen, sodass mehr und mehr Sammler auf ihn aufmerksam wurden. In den 1960er Jahren erfuhr sein Werk daher eine Beachtung, die weit über den regionalen Rahmen seiner Heimatstadt hinausging. So erhielt er 1964 den Kunstpreis der Stadt Darmstadt. Wie Kunstinteressierte in Augenschein nehmen und sich selbst überzeugen können, hatte der „große Außenseiter der deutschen Kunst unseres Jahrhunderts (bis dato) sein unverwechselbares Profil in der Zeichnung und Radierung gefunden.“ 1965 fand die erste große Werkschau seiner Handzeichnungen, Holzschnitte, Lithografien und Radierungen in der Kestner-Gesellschaft in Hannover statt. Anschließend wanderte die Ausstellung nach Hamburg, Darmstadt, Berlin, Düsseldorf, Stuttgart, München und Basel.

### Internationale Anerkennung
Besonders durch die Teilnahme an der XXXIV Biennale Venedig (1968) und der Documenta 6 in Kassel (1977) erhielt die Wirkung von Janssens Werk internationale Ausweitung. Wurde er mit großer Resonanz in London (1970), Zürich, Oslo, Göteborg (jeweils 1971), New York (1974), Turin (1975), Cambridge, Barcelona, Lugano (jeweils 1976) ausgestellt, so danach mit großem Erfolg in Chicago (1980), Tokio (1982), Nowosibirsk (1985), im Amsterdamer Rembrandthaus (2008). Zwei große Wanderausstellungen, die eine durch die USA (1983–1985), die andere durch Japan (1991), festigten seine internationale Anerkennung und verankerten ihn und einen Großteil seines Werks auch auf diesen beiden Kontinenten.

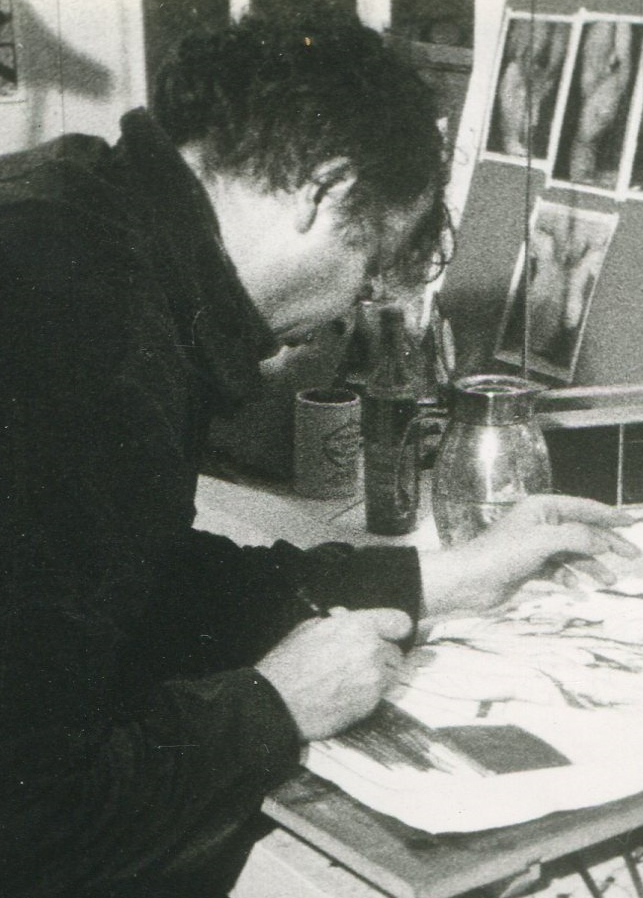
Horst Janssen zeichnend (1968)

## Wichtige Kooperationspartner
Für den Museumsdirektor Wilhelm Hornbostel war Janssen „einfach eine Jahrhunderterscheinung“. Der ungeheuer produktive und vielseitige Künstler sah sich „in Phasen ungetrübter Selbstliebe“ selbst als „Genie“ und verspottete seine Kritiker. Sein Ruhm und seine Geltung beruhen darüber hinaus auf den beiden Aktionsfeldern, die er – gemeinsam mit den jeweiligen Partnern – stets geschickt zu bedienen wusste: Ausstellungspraxis und Publikationspraxis. In einem Brief an den Schriftsteller Joachim Fest hat Janssen etwas niedergeschrieben, was prinzipiell auf all die vielen produktiven Partnerschaften, auf die er sich zu verschiedenen Zeiten eingelassen hat und die es bekanntlich nicht immer leicht mit ihm hatten, zutreffen könnte: „Menschen mit zwei unterschiedlichen Zentren, die doch auf das gleiche Kraftfeld bezogen“ sind, wobei mit ‚Kraftfeld’ einzig und allein Janssens Kunst gemeint war.

### Professor Alfred Mahlau
In Alfred Mahlau, seinem Professor an der Kunstschule am Lerchenfeld in Hamburg, hatte Janssen einen Lehrer, der ihn und seine Mitstudenten anleitete, ihre Umwelt – das „Umunsherum“ (Janssen) – nach Form und Farbe so genau wie möglich zu erfassen und „das Augenmerk auch auf die einfachsten und unscheinbaren Dinge zu richten und ihrem Formenreichtum“ beobachtend und zeichnend nachzuspüren – „ein klares und von keinem Gedanken getrübtes und abgelenktes Gucken, sozusagen eine ungebrochene Optik,“ wie Janssen es formuliert hat: „Bei Mahlau musste ich einen Blumenkohl zeichnen. Anfangs unlustig, fand ich dann langsam Vergnügen an dem Gekröse, was sich da auf dem Papier herausbildete. Es wurde ein guter Blumenkohl, und die Zeichnung kriegte großes Lob vom Meister.“ Er war stolz darauf, „sein Meisterschüler“ gewesen zu sein: „Sehen Sie — ich hatte das seltene und außerordentliche Glück, einen der letzten großen Zeichner als Lehrer (gehabt) zu haben: Alfred Mahlau.“

### Galerist Hans Brockstedt
Einer frühen Verbreitung seiner Kunst kam zugute, dass Janssen durch Vermittlung des Malers Heinz Trökes Ende der 1950er Jahre mit dem Galeristen Hans Brockstedt Bekanntschaft machte, der in Hannover am Georgsplatz die „Galerie für moderne Kunst“ betrieb. Man war sich sofort einig. Vom 17. Mai 1957 an zeigte Brockstedt 30 von Janssens Farbholzschnitten. Mit vollem Erfolg – allein am Eröffnungsabend gingen 24 Drucke weg, 40 bis 60 D-Mark pro Stück, alles Blätter, die rund drei Jahrzehnte später bereits mit 20 000 bis 30 000 D-Mark gehandelt wurden. 1959 zog die Galerie Brockstedt nach Hamburg in die Warburgstraße um, in die direkte Nachbarschaft von Janssen. Für Brockstedt, der sich enorm für ihn eingesetzt und zahlreiche Ausstellungen und Buchprojekte initiierte, wurde Janssen zur wohl wichtigsten Begegnung seines Lebens. Aber auch Janssen, trotz etlicher Streits, Trennungen und erneut eingegangener Beziehungen, hielt große Stücke auf ihn: „Im Sterben werde ich 5 Namen flüstern. Einer ist der Ihre —.“

### Hartmut Frielinghaus
Die Frage, wen er mit den restlichen vier Namen gemeint haben könnte, ist Janssens Geheimnis geblieben. Es ist jedoch stark zu vermuten, dass Hartmut Frielinghaus dazu gehört. Denn die höchstproduktive Kooperation von Janssen und Frielinghaus ging so weit, dass „nur Frielinghaus im Sinne Janssens drucken konnte“, wie Gerhard Schack mit Fug und Recht betont hat. Er war es auch, der den Künstler 1975 mit dem Kupferdrucker zusammenbrachte.

#### Drucker
Über ihn hat Janssen im Tonfall höchsten Lobes kategorisch gesagt: „Wenn es die Kunst des Frielinghaus nicht gäbe, gäbe es den Radierer Janssen nicht.“ Zwar sah er dessen Arbeit auf dem Gebiet der Radierung als „kongenial“ an, gebrauchte und missbrauchte ihn aber auch, wann immer er es für nötig hielt, als „stillen Schatten und ständig dienstbereiten Originalreproduzenten“ und dennoch ‚piesackte‘ er ihn, wann immer es ihm von seinem unberechenbaren Temperament her einfiel. Denn „so spinnwebzart der Kerl nämlich zeichnen konnte, so saugrob konnte er werden.“

#### Faktotum
Außer der Paraderolle, Janssens über alles geschätzter Kupferdrucker zu sein, fungierte Frielinghaus zusätzlich noch als Vertreter, sorgte für Druck und Vertrieb der in die Hunderte gehenden, von Janssen entworfenen Plakate, beschaffte seltene Japan-Papiere, erkundete neue Ausstellungsmöglichkeiten, betreute Anlieferung und Hängung der Exponate, und obendrein erledigte er schlicht die Einkäufe für ihn.

#### Als Archivar, Sammler, Dokumentarist
Dennoch hat ihm Frielinghaus, trotz gelegentlicher Mordphantasien („Erwürgen wäre schön!“), die Treue gehalten, nicht zuletzt wegen finanzieller Erwägungen und wegen der privilegierten Rolle des begünstigten Sammlers. Jedenfalls mündete die intensive Zusammenarbeit beider – trotz aller Querelen – in das von Frielinghaus hinterlassene, in Jahrgangsheften zusammengefasste, bei Dornbusch verlegte und vom Verlag St. Gertrude vertriebene Verzeichnis aller Janssen-Radierungen:
- Hartmut Frielinghaus (Hrsg.): Werkverzeichnis 1970. Dornbusch Verlag / Verlag St. Gertrude, Hamburg. ISBN 3-923848-32-3.
- Hartmut Frielinghaus (Hrsg.): Werkverzeichnis 1971. Dornbusch Verlag / Verlag St. Gertrude, Hamburg. ISBN 3-923848-25-0.
- Hartmut Frielinghaus (Hrsg.): Werkverzeichnis 1972. Dornbusch Verlag / Verlag St. Gertrude, Hamburg. ISBN 3-923848-23-4.
- Hartmut Frielinghaus (Hrsg.): Werkverzeichnis 1973. Dornbusch Verlag / Verlag St. Gertrude, Hamburg. ISBN 3-923848-17-X.
- Hartmut Frielinghaus (Hrsg.): Werkverzeichnis 1974/75. Dornbusch Verlag / Verlag St. Gertrude, Hamburg. ISBN 3-923848-05-6.
- Hartmut Frielinghaus (Hrsg.): Werkverzeichnis 1976. Dornbusch Verlag / Verlag St. Gertrude, Hamburg. ISBN 3-923848-06-4.
- Hartmut Frielinghaus (Hrsg.): Werkverzeichnis 1977–1980. Dornbusch Verlag / Verlag St. Gertrude, Hamburg. ISBN 3-923848-52-8.

Ergänzt wird sein verdienstvolles Projekt durch solche Spezialbände wie
- Horst Janssen – Radierungen 1957–1969. Hrsg. Galerie Brockstedt, Verlag St. Gertrude, Hamburg 1989, 325. Abb. ISBN 3-920365-12-7.
- Horst Janssen. Radierungen und Lithographien in der Griffelkunst und ein Traktat über die Herstellung einer Radierung. Hrsg. von Lieselotte Kruglewsky, Verlag St. Gertrude, Hamburg 1989, 100 Abb. ISBN 3-923848-27-7.
- Horst Janssen – Radierzyklen, hrsg. von Ewald Gäßler, Verlag St. Gertrude, Hamburg 1995, 904 Abb. ISBN 3-923848-65-X.

### Galerist und Verleger Dierk Lemcke

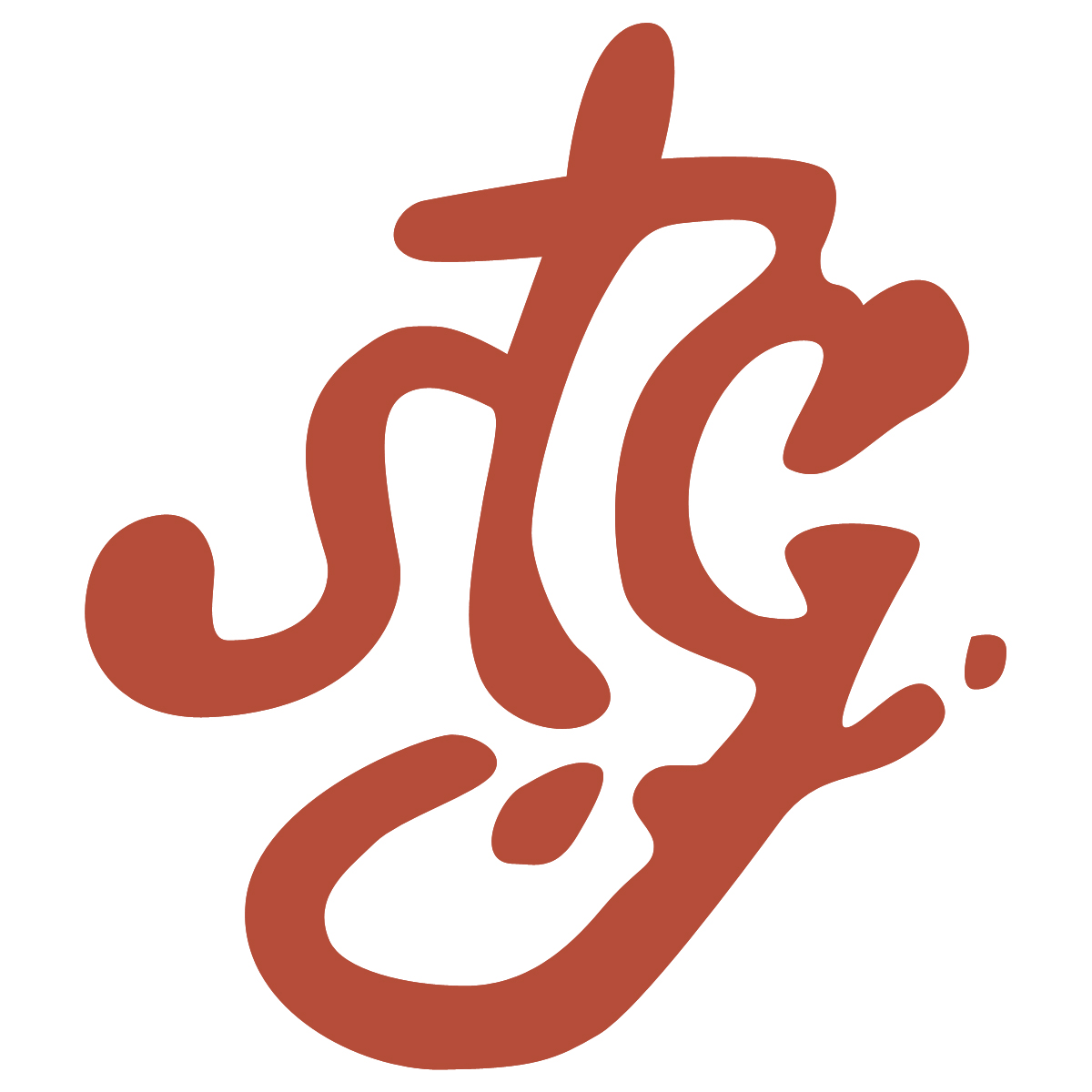
Logo von Galerie und Verlag St. Gertrude, entworfen von Horst Janssen

Seit Anfang der 1980er Jahre wurde Janssen von Galerie und Verlag St. Gertrude vertreten. Grundlage hierfür war die im Jahre 1981 geschlossene Partnerschaft zwischen Horst Janssen und dem am Gertrudenkirchhof in der Hamburger Innenstadt ansässigen Antiquar und Galeristen Dierk Lemcke, dem späteren Begründer und Besitzer des Verlags St. Gertrude in Hamburg-Altona, Goldbachstr. 9. Eine Partnerschaft, die so zustande kam: Mit des Künstlers Erlaubnis, aber noch ohne einander näher zu kennen, hatte Lemcke, genannt Lemmy, Plakate und Radierungen sowie Postkarten mit Motiven aus Janssens Werk heraus- und in den Handel gebracht, die durch deren gut gedrucktes und ästhetisch ansprechendes Erscheinungsbild überzeugten. Man kam überein, weiter zusammenzuarbeiten, und so verlegte Lemcke als erstes Buch eine Neuauflage vom Janssenhof mit einem vom Künstler extra hierfür entworfenen neuen Umschlag. Darauf aufbauend entwickelte sich das Ganze zu einem kunstgeschichtlichen Novum: Lemcke wurde so zu einem Verleger, der sich einzig und allein auf diesen einen Künstler konzentrierte und mit seinem Werk fortan aufs Engste und für immer verknüpft blieb. Und dies so sehr, dass sich der Verlag St. Gertrude im Laufe 1980er Jahre, wie Joachim Fest schrieb, zur so genannten „Janssen-Factory“ entwickelte. Janssens Urteil über den Partner, der zum Freund wurde: „Liebevoll und von höchster Effizienz“.

## Kunsthistorische Einstufung
Horst Janssen gehörte schon in den 1950er Jahren neben Reinhard Drenkhahn, Hans Platschek, K.R.H. Sonderborg und Paul Wunderlich zu den herausragenden Künstlerpersönlichkeiten Hamburgs. Während Platschek und vor allem Sonderborg dem Lager der in den Nachkriegsjahrzehnten herrschenden Abstraktion von Tachismus bzw. Informel folgten, blieben Drenkhahn, Janssen und Wunderlich strikt an Figürlichkeit orientiert. Bis zum Ende seiner Laufbahn nimmt Janssen eine ästhetische Haltung ein, die er jenseits aller Ideologien und „-ismen“ auf folgenden Aphorismus zuspitzt: „Baum-Anschauung statt Weltanschauung.“

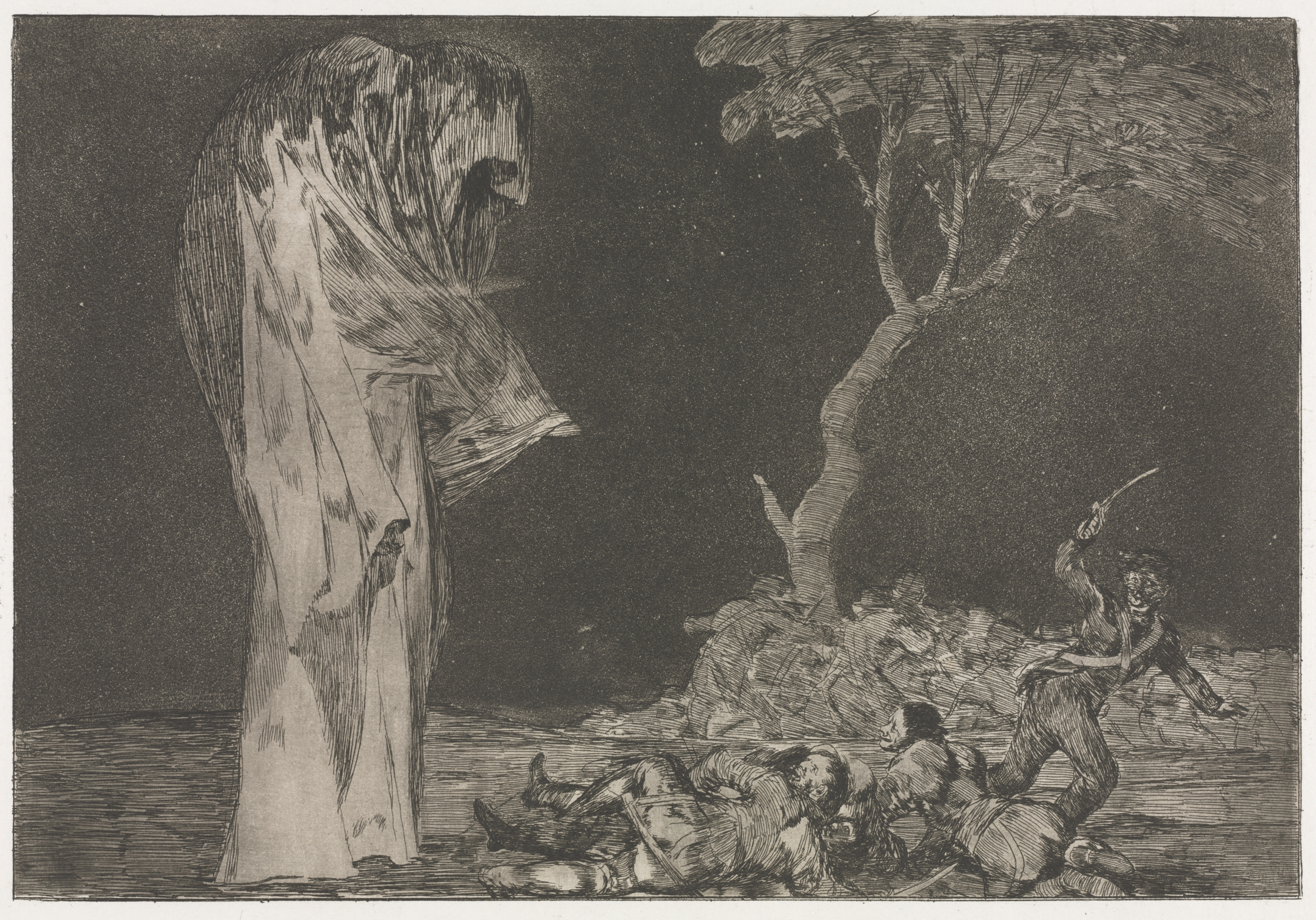
Francisco de Goya: Torheit der Furcht, Aquatintaradierung, 22 × 32 cm

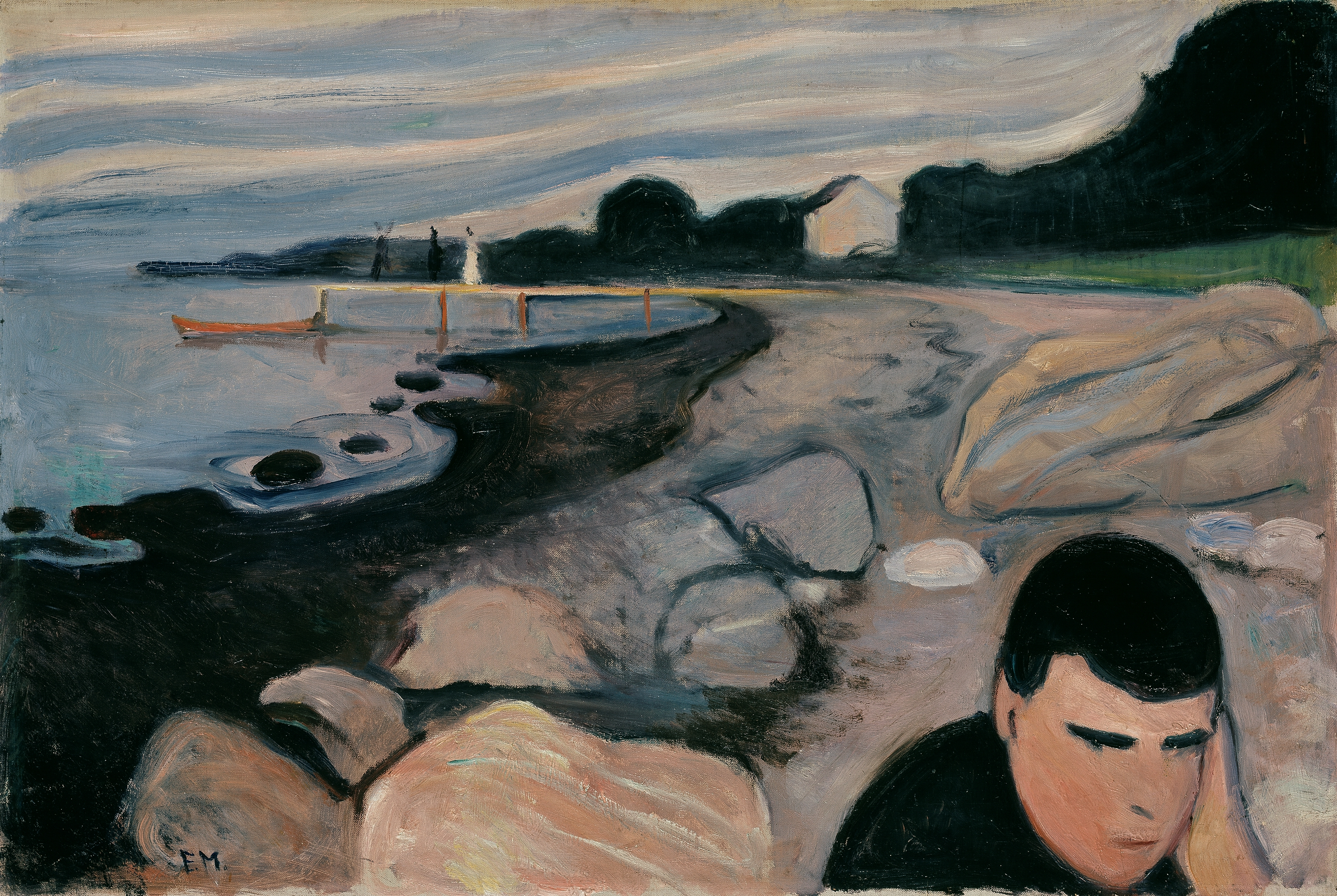
Edvard Munch: Melancholie (1892), Öl auf Leinwand, 64 × 96 cm, The National Museum of Art, Architecture and Design, Oslo

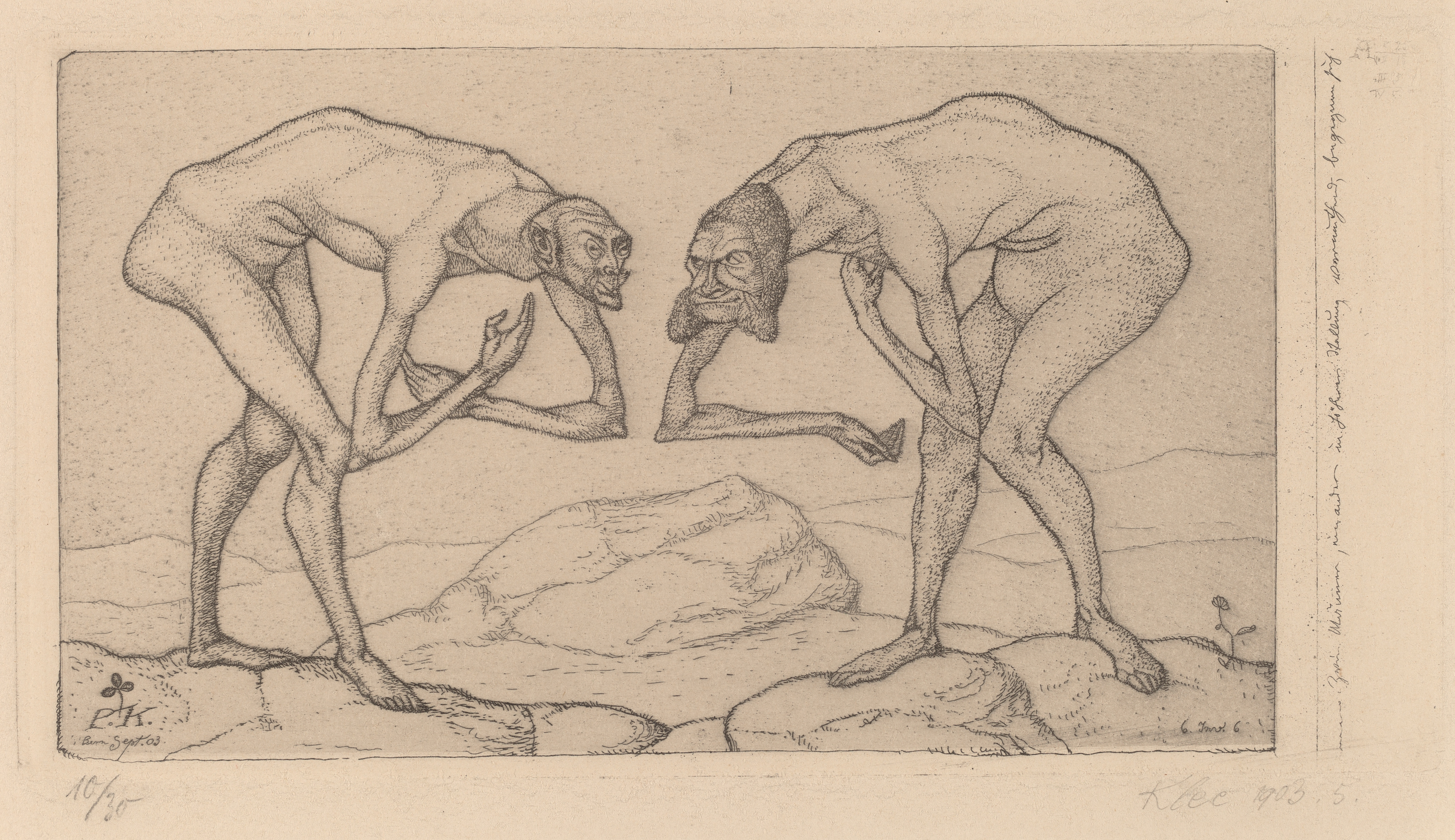
Paul Klee: Zwei Männer, einander in höherer Stellung vermutend, begegnen sich (1903), Radierung, National Gallery of Art, Washington, D.C.

Janssen hat sich für seine Bildauffassung stilistische Elemente von Dürer über Goya bis zu Munch, Ensor, dem frühen Klee (und etlichen anderen) produktiv angeeignet und eigensinnig weiterentwickelt. Mag der ihm oft zugeschriebene Begriff des Phantastischen Realismus bzw. des Phantastischen auch bezeichnen, was versponnen ist, wovon es in der Bildwelt Janssens mehr als genug bizarre Beispiele gibt, so wird ihm diese Zuordnung jedoch keineswegs gerecht. Bei ihm gibt es keine nur ausgedachten „Bildsujets aus mythischen Themen, kosmischen Träumen, alttestamentlichen Fabeln und apokalyptischen Visionen“, wie sie sich etwa bei den Hauptvertretern der Wiener Schule des Phantastischen Realismus programmatisch finden lassen, allenfalls spielt Janssen mit solchen Motiven, wie z. B. bei dem in der Kunstgeschichte so beliebten klassischen Sujet Leda und der Schwan von 1979, wo er – anders als seine Vorläufer – bewusst und provozierend den heiklen Augenblick festhält, wo Tierschnabel und weibliches Geschlecht im Begriff sind, sich zu finden. Die schon bei Dürer einsetzende Tendenz, Zeichnungen nicht nur als Skizze für Arbeiten in einem anderen Medium oder als Gedächtnisstütze für spontane Einfälle zu nutzen, sondern sie als durch und durch autonome Kunstäußerungen anzusehen, wird bei Janssen auf die Spitze getrieben, wie sonst nur noch, wenn dies auch nur annäherungsweise, beim Zeitgenossen David Hockney. Ob Blei- oder Buntstift (so genannte trockene Zeichenmittel), ob Tusche, Tinte, Aquarell (so genannte flüssige Zeichenmittel) mit Feder oder Pinsel – jedes Mittel war Janssen recht, wenn es darum ging, eine Augenblicksbeobachtung so fein strukturiert wie möglich festzuhalten.
Seine allererster Blick galt jedoch dem Papier: „Meins ist das Papier“, hat er betont und traf die Wahl des jeweiligen Formats bereits im Hinblick auf das zu zeichnende Motiv: hochformatig – quer – quadratisch – schmal elegant – breit behäbig – indolent – DIN-formatig – zettelig oder bogengroß. Erst unmittelbar danach kamen bei ihm Überlegungen solcherart ins Spiel wie „Ist der Druck des Stiftes oder der Feder so leicht, dass das Bild im Papier ‚verschwindet’?“ Und obwohl man angesichts einer mit freier Hand ausgeführten Zeichnung doch von Handzeichnung spricht, hob Janssen hervor, dass die Hand dabei „von sekundärer Bedeutung“ sei – das Auge habe absoluten Vorrang. Es solle den Verstand und den Intellekt laut Janssen dominieren und in „permanenter Übung“ sein.
Zählt man, da Janssen überall gezeichnet und viele der Zeichnungen an Ort und Stelle gleich verschenkt hat, alles zusammen, was er je verfertigt hat, dürfte das tatsächliche Quantum weit über dem liegen, was bislang taxiert worden ist: „über“ 30 000. Ob Gesichter – das eigene wie das Anderer –, ob Landschaft, Stillleben, Hund oder Katze, ob Blumengebinde – er „eignet(e) sich alles durch das Sehen an, aber er identifiziert(e) sich nicht mit dem Gesehenen, er identifiziert(e) das Gesehene mit ihm“ – mit sich selbst, wie Heinz Spielmann es charakterisiert hat. Da er etliche Ergebnisse experimenteller Kunst in sein gegenständlich-figürliches Werk zu integrieren verstand, ist er zu Recht als „Bindeglied zwischen klassischer Moderne und Gegenwartskunst“ eingestuft worden.

## Janssens Werke in Buchform
Janssen ist sowohl als bildender Künstler als auch als Dichter in einer stetig anwachsenden Menge von Büchern über ihn oder von ihm präsent, deren kleinerer Teil in diversen Verlagen, deren Hauptteil – an die 200 Publikationen – jedoch im Verlag St. Gertrude erschienen ist. Für das dafür notwendige Verhältnis gegenseitigen Nehmens und Gebens war es von Vorteil, dass Janssen mehrere Jahre lang sein Atelier im ersten Stock des Verlagsgebäudes hatte. In dieser Zeit wurden zahlreiche Grafikeditionen publiziert.

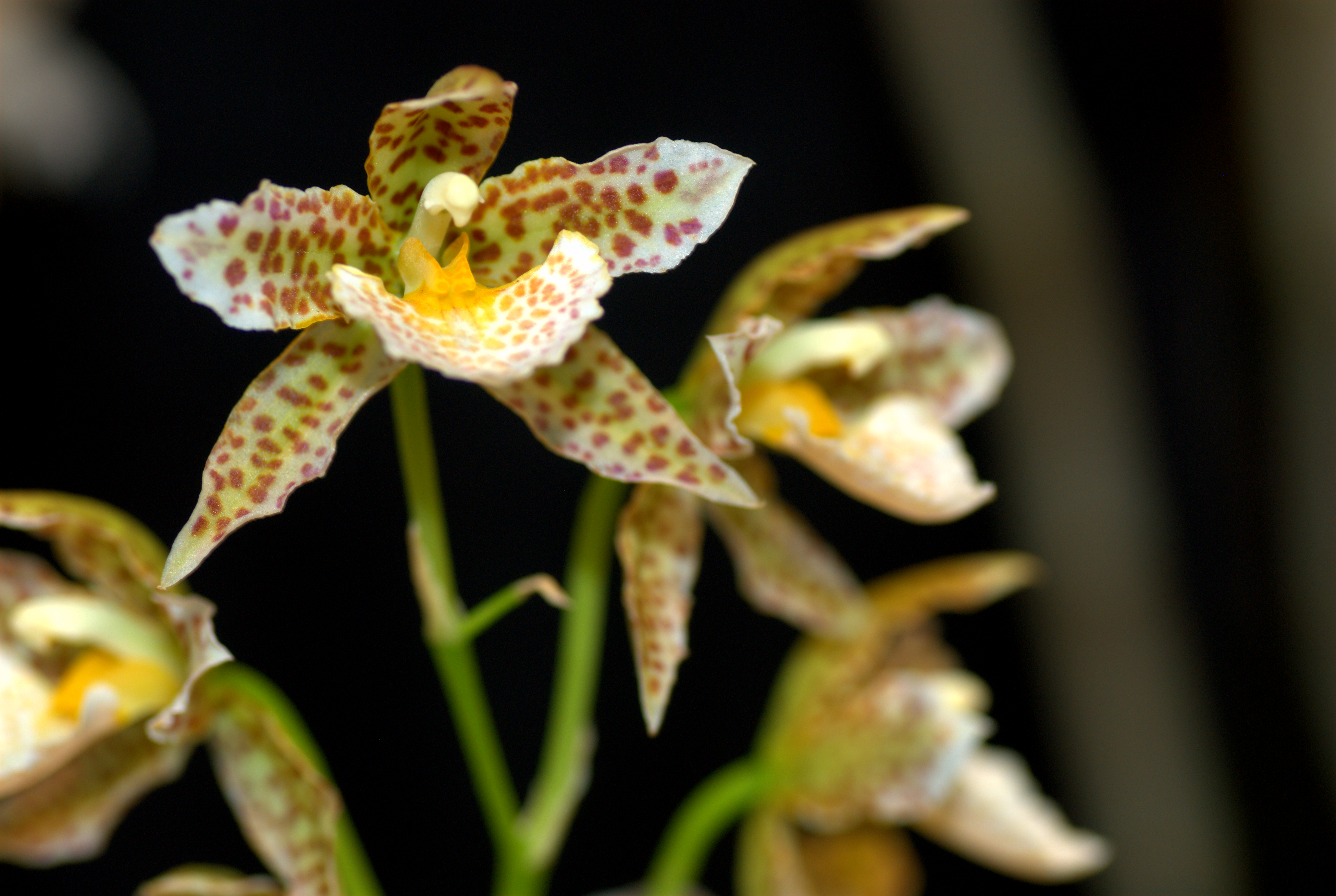
Rhynchostele Horst Janssen

### Bildkünstlerische Werke
Die von Janssen seinem Partner und Freund Lemcke zugesprochene „höchste Effizienz“ drückt sich nicht nur in enormer Ausstellungsaktivitäten aus, sondern auch in der erstaunlich umfangreichen Editionspraxis. Die Basis der an die 200 Publikationen bilden die 8 bibliophil aufgemachten und in allerbester Qualität gedruckten, bis zu 480 Seiten starken Bildbände der Reihe Die Werkübersichten, die einen so tiefen Einblick in „Janssens gebündeltes Lebenswerk“ bieten, wie es nur wenigen bedeutenden Künstler in dieser Form zuteilgeworden ist:
- Selbstbildnisse. Verlag St. Gertrude, Hamburg 1994. ISBN 3-923848-51-X.
- Frauenbildnisse. Verlag St. Gertrude, Hamburg 1988. ISBN 3-923848-22-6.
- Landschaften. Verlag St. Gertrude, Hamburg 1989. ISBN 3-923848-24-2.
- Eros Tod und Maske. Verlag St. Gertrude, Hamburg 1992. ISBN 3-923848-46-3.
- Nature Morte, Verlag St. Gertrude, Hamburg 1993. ISBN 3-923848-47-1.
- Das Tier. Verlag St. Gertrude, Hamburg 1995. ISBN 3-923848-64-1.
- Freunde und andere. Verlag St. Gertrude, Hamburg 1996. ISBN 3-923848-69-2.
- Das Plakat 1957–1994. Verlag St. Gertrude, Hamburg 1999, 462 farb. Abb. ISBN 3-923848-82-X.
- Retrospektive, Verlag St. Gertrude, Hamburg 2000, 216 farb. Abb. ISBN 3-923848-89-7.
- Kunst der Zeichnung, Verlag St. Gertrude, Hamburg 2003, 117 farb. Abb. ISBN 3-935855-02-8.
- Licht und Linie. Horst Janssen und die Fotografie. Hrsg. von Dr. Jürgen Blankenburg und Claus Clément, mit einleitenden Texten von Dr. Erika Billeter, Verlag St. Gertrude, Hamburg 2003, 305 farb. Abb. ISBN 3-935855-03-6.

### Literarische Werke
Bücher waren nach Horst Janssens eigenem Bekunden „mein ein und alles …, mein Museum, meine Biographie — … die Fanfare, die in die Welt geht.“ Ohne die Grenze des Objekts Buch radikal zu überschreiten, ist jede eigene Publikation von Janssen Künstlerbuch eine „Originalarbeit von Künstlerhand“ im genuinen Sinne gewesen. Ausdrücklich bezeichnet Janssen z. B. in der Grußadresse seines Büchleins How to hang Janssen: „This booklet is not a catalogue“ – und witzelt zweideutig, es sei „just a guide to hanging Janssen’“.
Selbst bei rein schriftstellerischen bzw. dichterischen Werken hat es sich Janssen nicht nehmen lassen, diese mit eigenen Zeichnungen, Vignetten usw. zu versehen, wie etliche der nachfolgend aufgelisteten Publikationen belegen:
- Hensel + Grätel. Text und Bilder von Horst Janssen, Merlin Verlag, 1. Auflage, 20. März 1969.
- Paul Wolf und die sieben Zicklein. Erotische Interpretation des Grimmschen Märchens. Merlin Verlag, 1969.
- November. Galerie Peerlings, Krefeld 1975/83. ISBN 3-922195-03-2.
- Querbeet. Aufsätze, Reden, Traktate, Pamphlete, Kurzgeschichten, Gedichte und Anzüglichkeiten. Verlag St. Gertrude, Hamburg 1981, ISBN 3-7672-0627-7.
- Anmerkungen zum Grundgesetz. Merlin Verlag, 1982. ISBN 978-3-87536-149-0.
- Die Kopie. Deutscher Taschenbuch Verlag, München 1981, ISBN 3-423-02877-7.
- Das Pfänderspiel. Ein tagespolitischer Seitensprung. Merlin Verlag, 1983. ISBN 978-3-87536-160-5.
- Janssenhof. Verlag St. Gertrude, Hamburg 1983, ISBN 3-923848-00-5.
- Das Gertrudenformat. 7 Hefte im Hochformat mit Text und Bildern von Horst Janssen. Verlag St. Gertrude, Hamburg 1984–1986:
  - Wenn es denn sein muß, laßt uns doch sterben. 1984. ISBN 3-923848-04-8.
  - Brief an Lucie und der Drucker Hartmut Frielinghaus. 1985. ISBN 3-923848-07-2.
  - Eiderland. 1985. ISBN 3-923848-08-0.
  - Hommage à Tannewetzel. 1986. ISBN 3-923848-09-9.
  - Wenn ich Bürgermeister wäre … 1986. ISBN 3-923848-10-2.
  - Norwegisches Interview. 1986. ISBN 3-923848-11-0.
  - Kasper Janssen. 1986. ISBN 3-923848-13-7.
- Svanshall verkehrt. Verlag St. Gertrude, Hamburg 1987. ISBN 3-923848-18-8.
- Hinkepott. Merlin Verlag, Gifkendorf 1988. ISBN 3-926112-06-9.
- Johannes (Hinkepott II). Merlin Verlag, Gifkendorf. ISBN 3-926112-15-8.
- Caprice – Messages dessinés. St. Gertrude, Hamburg 1990. ISBN 3-923848-26-9.
- Fünf Tage und Nächte. Verlag St. Gertrude, Hamburg 1988. ISBN 3-923848-41-2.
- Drollerei. Verlag St. Gertrude, Hamburg 1991. ISBN 3-923848-73-0.
- Bobethanien, Verlag St. Gertrude Hamburg 1991. ISBN 3-923848-31-5.
- Lamme. Verlag St. Gertrude, Hamburg 1994. ISBN 3-923848-61-7.
- Skandinavische Reise. Ein Skizzenbuch, ein Tagebuch und sechs Briefe an Joachim Fest. Mit Photographien und einem Postscriptum von Gesche Tietjens, Alexander Fest Verlag. Berlin 2001.
- „Ach, Liebste, flieg mir nicht weg. Briefe an Gesche“. Hrsg. von Gesche Tietjens. Rowohlt, Reinbek 2004. ISBN 3-498-03221-6.
- Flatter. Der Zyklus „Merlins Reise nach Wiedensahl“ von Horst Janssen. Ein Bericht des Verlegers. Merlin Verlag, Gifkendorf 2009. ISBN 978-3-87536-273-2.

### Sonstiges
- TOCKA – Schwermut. Büchergilde Gutenberg, Olten, Frankfurt am Main/Olten/Wien 1985, ISBN 978-3-7632-3033-4.
- Malbuch. Verlag St. Gertrude, Hamburg 2002, ISBN 3-935855-00-1.

### Buchillustrationen
- Franz Josef Degenhardt: Spiel nicht mit den Schmuddelkindern. Balladen, Chansons, Grotesken, Lieder, mit 28 Illustrationen und der Umschlagsgestaltung durch Horst Janssen. Rowohlt Taschenbuch Verlag, Reinbek bei Hamburg 1969, ISBN 3-499-11168-3.
- Eliza Hansen: Meine Rumänischen Spezialitäten. Mit Zeichnungen von Alfred Mahlau und Horst Janssen. Verlag Christians, Hamburg 1973, ISBN 3-7672-0229-8.
- Peter Rühmkorf: Gesammelte Gedichte. Umschlaggestaltung Horst Janssen. Rowohlt Verlag, Reinbek bei Hamburg ISBN 3-498-05701-4.
- Peter Rühmkorf: Haltbar bis Ende 1999. Gedichte. Porträtzeichnung und Umschlagbild von Horst Janssen, Rowohlt Verlag, Reinbek bei Hamburg 1979, ISBN 3-498-05688-3.
- Christine Brückner: Wenn du geredet hättest, Desdemona. Ungehaltene Reden ungehaltener Frauen. Hamburg: Hoffmann und Campe 1983. ISBN 3-455-00366-4.
- Charles Baudelaire: Die Blumen des Bösen. Mit Zeichnungen von Horst Janssen. Auswahl, Übertragung und Nachwort von Wilhelm Richard Berger. Steidl Verlag / Arkana Verlag, Göttingen 1986, ISBN 3-88243-056-7.
- Mit Georg Christoph Lichtenberg. Zeichnungen von Horst Janssen, mit Zitaten von Lichtenberg. Büchergilde Gutenberg, Frankfurt am Main / Olten / Wien 1988, ISBN 3-7632-3479-9.

## Auszeichnungen, Ehrungen
- 1950 Studienstiftung des deutschen Volkes
- 1952 Lichtwark-Stipendium, Hamburg
- 1964 Kunstpreis der Stadt Darmstadt (Erste Internationale der Zeichnung)
- 1965 Edwin-Scharff-Preis, Hamburg
- 1968 Grafikpreis der 34. Biennale Venedig[69]
- 1975 Schillerpreis der Stadt Mannheim
- 1978 documenta 6 in Kassel, Biermann-Ratjen-Medaille, Hamburg
- 1987 Medaille für Kunst und Wissenschaft der Freien und Hansestadt Hamburg
- 1989 Erstmals vergebener Graphik-Preis der Griffelkunstmitglieder, Hamburg
- 1990 Oldenburg-Preis der Vereinigung „Oldenburgische Landschaft“
- 1992 Ehrenbürger der Stadt Oldenburg (die damit einhergehende Professur allerdings lehnte er kategorisch ab)
- 2000 Eröffnung des „Horst-Janssen-Museums“ in Oldenburg
- 2007 Einrichtung der „Janssen-Bibliothek“ im „Goßlerhaus“ in Hamburg-Blankenese

## Gruppenausstellungen
- 1952 Ausstellung Hamburger Künstler 1952, Altbau der Kunsthalle Hamburg
- 1956 Jüngere Hamburger Maler, Kunstverein in Hamburg
- 1957 Farbige Graphik in der Kestner-Gesellschaft in Hannover sowie ars viva ’57 in Lübeck
- 1958 Malerei, Plastik, Grafik, Göppinger Galerie, Frankfurt am Main
- 1959 Three Graphic Artists From Three Countries, University of California, Los Angeles
- 1960 Das Bild des Menschen, Griffelkunst Wolfsburg in der Griffelkunst Hamburg
- 1961 Acht Künstler aus Hamburg, Kunstverein Kassel
- 1962 Bemalte Postkarten und Briefe deutscher Künstler, Altonaer Museum, Hamburg
- 1964 I. Internationale der Zeichnung, Mathildenhöhe Darmstadt
- 1968 Horst Janssen, Richard Oelze, Gustav Seitz, XXXIV Esposizione Biennale Internationale d’ Arte Venezia, Venedig / Die Handzeichnung der Gegenwart, Graphische Sammlung Staatsgalerie Stuttgart / Meister der Druckgraphik in der deutschen Kunst des 20. Jahrhunderts, Kunstverein in Hamburg
- 2002 Krickelkrakeln + Uhupappen. Zeichnungen, Leporellos, Collagen und Objekte, Horst-Janssen-Museum, Oldenburg
- 2003 Sammlung Hertha Drescher und Günter Ruckdäschel, St. Gertrude / Kunstmuseum Bayreuth, Bayreuth
- 2006 Die Kunst des Selbstporträts – Sammlung Leonie von Rüxleben / Kunsthalle St. Annen Lübeck, Lübeck
- 2007 Horst Janssen, Falko Behrendt et al. , Museum der bildenden Künste Leipzig, Leipzig
- 2008 Nach „Ihm“ – Horst Janssen und Rembrandt, Horst-Janssen-Museum, Oldenburg sowie …einen AUGEN-Blick, bitte!“ / „Please cast an eye…!, Kunstverein Bad Salzdetfurth e. V., Bodenburg
- 2011Von der Elbe an den Main. Zwei Hamburger in Frankfurt: Horst Janssen und Jan Voss, Kabinettausstellung, Die Galerie, Frankfurt am Main

## Einzelausstellungen
- 1965 Werkschau Horst Janssen, Kestner-Gesellschaft Hannover;
- 1976 Horst Janssen — Das Portrait, Herforder Kunstverein, Herford / Horst Janssen — Zeichnungen und Graphik, Galerie Vömel, Düsseldorf / Horst Janssen — Das Werk des Zeichners, Städtische Kunsthalle, Mannheim;
- 1977 Horst Janssen — Früh arbeiten; Kunstverein in Hamburg / Horst Janssen, Nassauischer Kunstverein Wiesbaden;
- 1980 Horst Janssen — 100 Originalplakate, Kunstverein Uelzen, Uelzen;
- 1982 Horst Janssen — Wiedensahler Totentänzchen u. a., Wilhelm Busch – Deutsches Museum für Karikatur und Zeichenkunst, Hannover / Horst Janssen — Zeichnungen, Graphische Sammlung Albertina, Wien / Horst Janssen — 100 Originalplakate, The Museum of Modern Art, Kamakura;
- 1984 Horst Janssen — Bispegården, Kalundborg / Horst Janssen — Drawings and Etchings, The Art Institute of Chikago, Illinois;
- 1988 Horst Janssen. Zeichnungen, Aquarelle, Gouachen; Radierungen und Lithographien, Kunsthalle Emden, Stiftung Henri und Eske Nannen, Emden;
- 1989 Horst Janssen. Sammlung Gottorf. Stiftung und Besitz, Schleswig Holsteinisches Landesmuseum Schloss Gottorf;
- 1990 Horst Janssen, Claude Bernard Gallery, New York
- 1991 Bobethanien. 100 Landschaften. Staatliche Kunstsammlung, Albertinum Dresden / Horst Janssen, Odakyn Grand Gallery, Tokyo, Japan / Horst Janssen, Tsukuba Museum of Art, Tsukuba / Horst Janssen, Fukushima Prefectural Museum of Art, Fukushima / Horst Janssen, Munch Museum, Oslo, Norwegen / Horst Janssen, Galerie Kunstforum Altes Haus, Seligenstadt;
- 1992 Horst Janssen der Foliant, Deutsches Krankenhausmuseum, Oldenburg / Horst Janssen Signatur, Galerie Lüpfert, Hannover;
- 1994 Horst Janssen — Ich bin nur ganz Auge, Käthe-Kollwitz-Museum, Berlin / Horst Janssen — Plakat-Kunst-Stücke, Museum für Kunst und Gewerbe, Hamburg;
- 1996 Horst Janssen — Œuvres sur papier, Galerie Claude Bernard, Paris / Horst Janssen — Ich bin nur ganz Auge, Kunsthalle Darmstadt / Janssen-Plakate: Behauptungen ohne Widerrede, Museum Folkwang Essen / Horst Janssen — Mit Lichtenberg, Städtische Galerie Villa Zanders, Bergisch Gladbach;
- 1997 Horst Janssen. Zeichnungen, Kunsthaus Kaufbeuren, Kaufbeuren;
- 1998 Horst Janssen — Offensive, Deutsches Plakatmuseum, Essen / Das Jahr 1970 – Radierungen von Horst Janssen, Hamburger Kunsthalle, Hamburg;
- 1998/1999 Horst Janssen — Das Portrait, Germanisches Nationalmuseum, Nürnberg;
- 1999 Horst Janssen — Plakat-Kunst-Stücke, Museum für Kunst und Gewerbe, Hamburg / Horst Janssen — Frühe Meisterschaft, Hamburger Kunsthalle, Hamburg;
- 2000 Totentanz – Horst Janssen, HAP Grieshaber, Dom-Museum Hildesheim / Horst Janssen – Drawings and graphics from the collection of Tete Boettger, The State Hermitage Museum, St. Petersburg, Russland / Horst Janssen – Frühe Lithographien, Hamburger Kunsthalle, Hamburg / Horst Janssen, Kunstverein Villa Wessel, Iserlohn / Horst Janssen, Kunsthaus Apolda Avantgarde, Apolda;
- 2001Janssen sieht Goya, Horst-Janssen-Museum, Oldenburg / Horst Janssen – das Porträt, Kallmann-Museum, Ismaning / Horst Janssen – Laokoon – Verschlungen im Geäst der Bäume, Hamburger Kunsthalle, Hamburg / Katze blau, Horst-Janssen-Museum, Oldenburg;
- 2002 Horst Janssen — Eros und Tod, Ernst Barlach Gesellschaft, Hamburg / Aguafuertes – Horst Janssen, Museo de Arte Contemporáneo. Universidad de Chile, Santiago, Chile / Horst Janssen – Frauenbilder, Hamburger Kunsthalle, Hamburg / Janssen und die Frauen, Horst-Janssen-Museum, Oldenburg;
- 2003 Horst Janssen: Caspar David Friedrich und ich, Radierungen 1973/74, Hamburger Kunsthalle, Hamburg / Sammlung Stefan Blessin „… ein witziger Provokateur“ Horst-Janssen-Museum, Oldenburg / Licht und Linie – Horst Janssen und die Fotografie „… oder war's ein Photo?“, Horst-Janssen-Museum, Oldenburg / Sammlung Hertha Drescher und Günter Ruckdäschel Kunstmuseum Bayreuth, Bayreuth / Horst Janssen – Erotische Blätter, Galerie der Stadt Wendlingen;
- 2004 Egon Schiele – Horst Janssen: Selbstinszenierung. Eros und Tod, Leopold Museum in Wien / Horst Janssen, Museum of Contemporary Art Skopje, Skopje, Mazedonien / Horst Janssen – Meisterzeichnungen, Hamburger Kunsthalle, Hamburg / Horst Janssen – Bäume im Gegenlicht – Von der Skizze zur Radierung, Hamburger Kunsthalle, Hamburg / Horst Janssen – Selbst, Hamburger Kunsthalle, Hamburg;
- 2004/2005 Egon Schiele – Horst Janssen: Selbstinszenierung. Eros und Tod, Horst-Janssen-Museum, Oldenburg;
- 2005 Horst Janssen: Das Portrait, Herforder Kunstverein, Herford / Gegen die Zeit gezeichnet, Horst-Janssen-Museum, Oldenburg / Horst Janssen – Eros und Tod, Museum Folkwang Essen, Essen / Omaggio a Horst Janssen – disegni, acqueforti, acquerelli, Galleria Forni, Bologna, Italien / Horst Janssen – Farbradierungen, Hamburger Kunsthalle, Hamburg / Horst Jansen, Kunstmuseum Dieselkraftwerk Cottbus (Brandenburgische Kunstsammlungen Cottbus), Cottbus;
- 2006 Ausgesponnen und Meisterlich: Das Frühwerk von Horst Janssen, Horst-Janssen-Museum, Oldenburg / Die skandinavische Reise. Zeichnungen und Radierungen von Horst Janssen, Horst-Janssen-Museum, Oldenburg / Horst Janssen – Genie im Unzeitgemäßen, Käthe Kollwitz Museum Köln / Horst Janssen – L´ heure de Mylène, Hamburger Kunsthalle, Hamburg;
- 2007 Horst Janssen – Spiegel der Zeit. Der Künstler im Selbstporträt, Walz Kunsthandel, Überlingen sowie Horst Janssen – Radierzyklen, Lehr – Auktionshaus und Galerie, Berlin;
- 2008 Schon wieder Perlen…, Horst-Janssen-Museum, Oldenburg / Die ganze Welt im Schraubglas, Horst-Janssen-Museum, Oldenburg / Horst Janssen – AugenLust, Zehntscheuer, Balingen / Horst Janssen – Glücks genug!, Walz Kunsthandel, Überlingen / Horst Janssen – Es sind nur Steigerungen…, Panorama Museum, Bad Frankenhausen;
- 2009 Horst Janssen – Die Retrospektive zum 80. Geburtstag, Horst-Janssen-Museum, Oldenburg / Horst Janssen, Galerie Stoetzel-Tiedt, Goslar / Horst Janssen. Der Alp – Variationen zu Heinrich Füssli, Hamburger Kunsthalle;
- 2010 Horst Janssen – Zeichnungen, Aquarelle, Grafiken, Ausstellungssaal des Kulturamtes im Stadthaus Dom, Wetzlar / Horst Janssen – Spiel mit der Meisterschaft – Zeichnungen aus der Sammlung Hans Brockstedt, Museum der bildenden Künste Leipzig / In Bausch und Bogen liebe ich Landschaft – Horst Janssen – Werke aus der Sammlung Brockstedt, Horst-Janssen-Museum, Oldenburg / Horst Janssen – Zeichnungen und Grafiken, Kunsthaus Kaufbeuren / Horst Janssen – Radierzyklen, Lehr-Auktionshaus und Galerie, Berlin / Horst Janssen, Kunstverein Schallstadt, Schallstadt / Horst Janssen, Museum Moderner Kunst – Stiftung Wöhrlen, Passau / Die skandinavische Reise. Zeichnungen und Radierungen von Horst Janssen, Horst-Janssen-Museum, Oldenburg;
- 2011Mein böser Lieblingsonkel/Hommage an Horst Janssen, Galerie Exner, Wien / Horst Janssen – Schriftstellerportraits, Schloss Ritzebüttel, Cuxhaven / Horst Janssen – Mischtechniken, Druckgraphiken, Galerie Wolfgang Exner, Wien / Meisterwerke von Horst Janssen, Horst-Janssen-Museum, Oldenburg / Horst Janssen – Das Plakat, Galer Roy, Zülpich / Horst Janssen in der Griffelkunst, Horst-Janssen-Museum, Oldenburg / Horst Janssen – Die Suche, Kunsthaus, Stade;
- 2012 Meisterwerke von Horst Janssen. Aus der Hamburger Privatsammlung Kerstin Schlüter, Horst-Janssen-Museum, Oldenburg;
- 2013 Horst Janssen als Angeber X – Flegeleien und Verneigungen, Horst-Janssen-Museum, Oldenburg / Horst Janssen – Angeber X, Hegau Bodensee Galerie, Singen / Horst Janssen… Es ist alles durchkämpft, Galerie Koenitz, Leipzig;
- 2013/2014 Wimpernschlag und Tiefenschärfe – Janssen photographisch, Galerie und Verlag, St. Gertrude, Hamburg / Ein altes Herz kaspert für Annette. Zeichnungen und Briefe von Horst Janssen an Annette Kasper, Horst-Janssen-Museum, Oldenburg / Meisterwerke von Horst Janssen, Horst-Janssen-Museum, Oldenburg;
- 2014 Geile Sybillchen – Erotische Fantasien von Horst Janssen, Horst-Janssen-Museum, Oldenburg;
- 2014/2015 Vom Leben besessen – Freunde, Frauen und Anderes, Galerie und Verlag, St. Gertrude, Hamburg;
- 2015 Horst Janssen – Antlitz/Blickwechsel/Konterfei – HJ porträtiert, Galerie und Verlag, St. Gertrude, Hamburg / Horst Janssen – Master Drawings from The Lamme & Last Landscape Series, Michel Soskine Inc., Madrid;
- 2016 Werkschau von Horst Janssen, Museum der bildenden Künste, Leipzig / Janssen und Füssli: Die Geister, die sie riefen … Lust- und Angstphantasien von Horst Janssen und Johann Heinrich Füssli, Horst-Janssen-Museum, Oldenburg / Der Horst-Janssen-Archipel, Altonaer Museum, Hamburg;[70]
- 2017 Süsser Terror – Janssens erotische Phantasien, Galerie st. Gertrude, Hamburg;

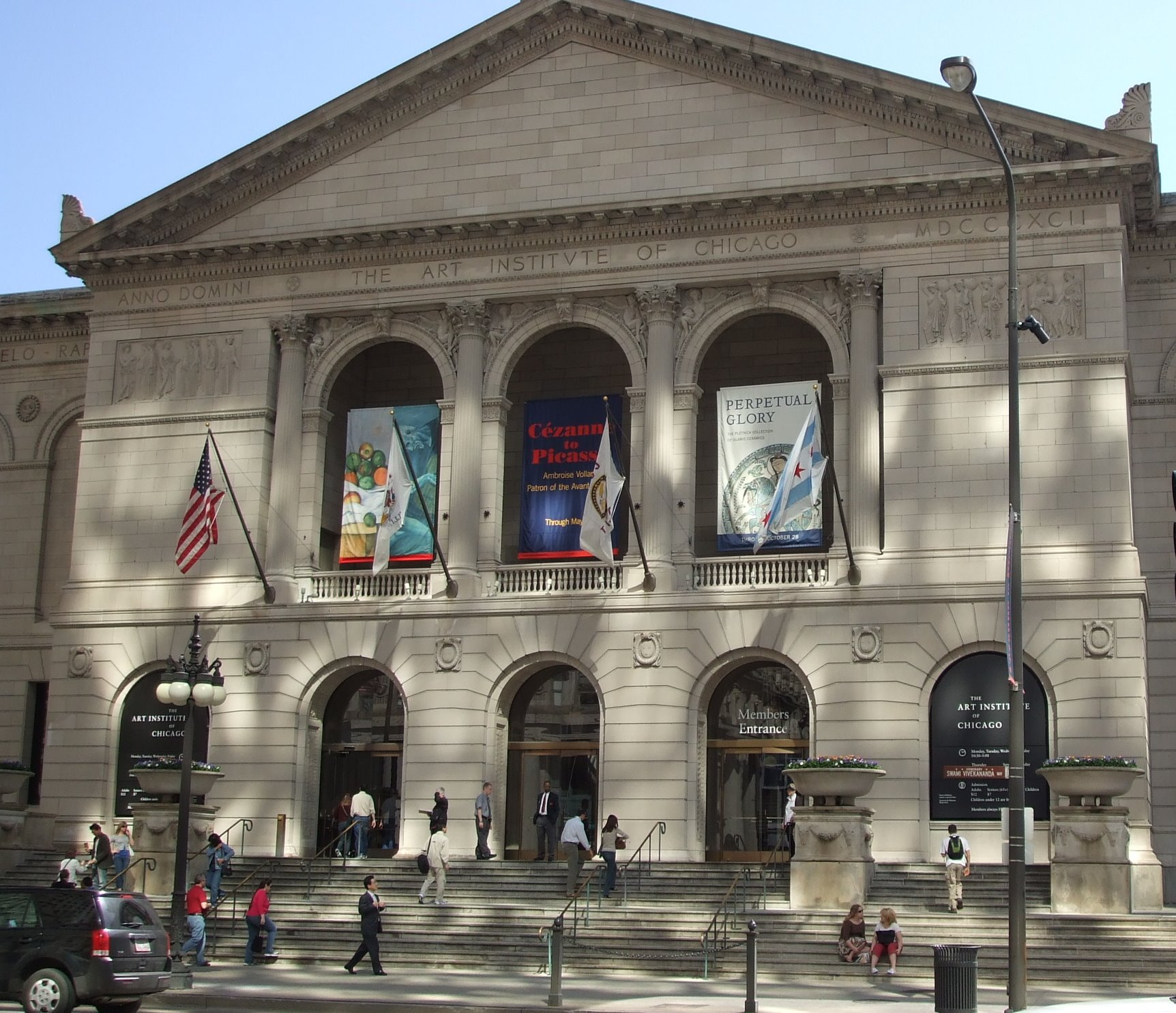
Art Institute of Chicago

## Ausstellungskataloge
- Wieland Schmied, Carl Vogel: Horst Janssen (mit dem Werkverzeichnis der Grafik bis 1965 von Carl Vogel). Kestner-Gesellschaft, Hannover 1965.
- Drawings and etchings. Claude Bernard Gallery, New York; St. Gertrude, Hamburg 1991, ISBN 3-923848-35-8.
- Plakat-Kunst-Stücke. Museum für Kunst und Gewerbe Hamburg, 1995, ISBN 3-923848-81-1.
- Selbst: Gewörtert. Museum für Kunst und Gewerbe Hamburg 1995, ISBN 3-923848-63-3.
- Uwe Schneede: Zwiesprache – Anspielung und Kopie. St. Gertrude, Hamburg 1995, ISBN 3-923848-54-4.
- Hanno’s Tod. Hamburger Kunsthalle 1997, ISBN 3-923848-71-4.
- Hokusai’s Spaziergang. Hamburger Kunsthalle 1998, ISBN 3-923848-76-5.
- Das Portrait. Germanisches Nationalmuseum Nürnberg 1999, ISBN 3-923848-78-1.
- Frühe Meisterschaft. Janssen-Kabinett Hamburger Kunsthalle 1999, ISBN 3-922909-47-7.
- Katze blau – 100 Holzschnitte. Horst-Janssen-Museum, Oldenburg in Niedersachsen 2000, ISBN 3-923848-91-9.
- Janssen sieht Goya. Horst-Janssen-Museum, Oldenburg in Niedersachsen 2001, ISBN 3-923848-95-1.
- Janssen und die Frauen. Horst-Janssen-Museum, Oldenburg in Niedersachsen 2002, ISBN 3-923848-96-X.
- Krickelkrakeln und Uhupappen. Horst-Janssen-Museum, Oldenburg in Niedersachsen 2002, ISBN 3-935855-01-X.
- Horst Janssen und sein Drucker Hartmut Frielinghaus. Hamburger Kunsthalle, 2003, ISBN 3-935855-05-2.
- Kunst der Zeichnung. Horst-Janssen-Museum, Oldenburg in Niedersachsen 2003, ISBN 3-935855-02-8.
- Licht und Linie. Horst Janssen und die Fotografie. Hrsg. von Dr. Jürgen Blankenburg und Claus Clément. 305 farb. Abb., Verlag St. Gertrude, Hamburg 20O3, ISBN 3-935855-03-6.
- Egon Schiele – Horst Janssen. Horst-Janssen-Museum, Oldenburg in Niedersachsen 2004, ISBN 3-935855-06-0.
- Gegen die Zeit gezeichnet. Blumen und andere Stillleben von Horst Janssen. Horst-Janssen-Museum, Oldenburg in Niedersachsen 2005, ISBN 3-89995-257-X.
- Horst Janssen und Rembrandt, „Nach IHM Porträts und Landschaften“. Horst-Janssen-Museum, Oldenburg in Niedersachsen 2008, ISBN 978-3-89995-497-5.
- „Schon wieder Perlen!“ Horst Janssen Sammlung Meyer-Schomann. Horst-Janssen-Museum, Oldenburg in Niedersachsen 2008, ISBN 978-3-89995-528-6.
- Graphische Naturgewalten – Simon Prades trifft Horst Janssen. AK der Galerie Neosyne, Band 1, Trier 2011, ISSN 2192-8401.
- Horst Janssen als Angeber X – Flegeleien und Verneigungen. Veröffentlichungen des Horst-Janssen-Museums Band 19. Oldenburg in Niedersachsen 2012, ISBN 978-3-86678-746-9.

## Zur Rezeption

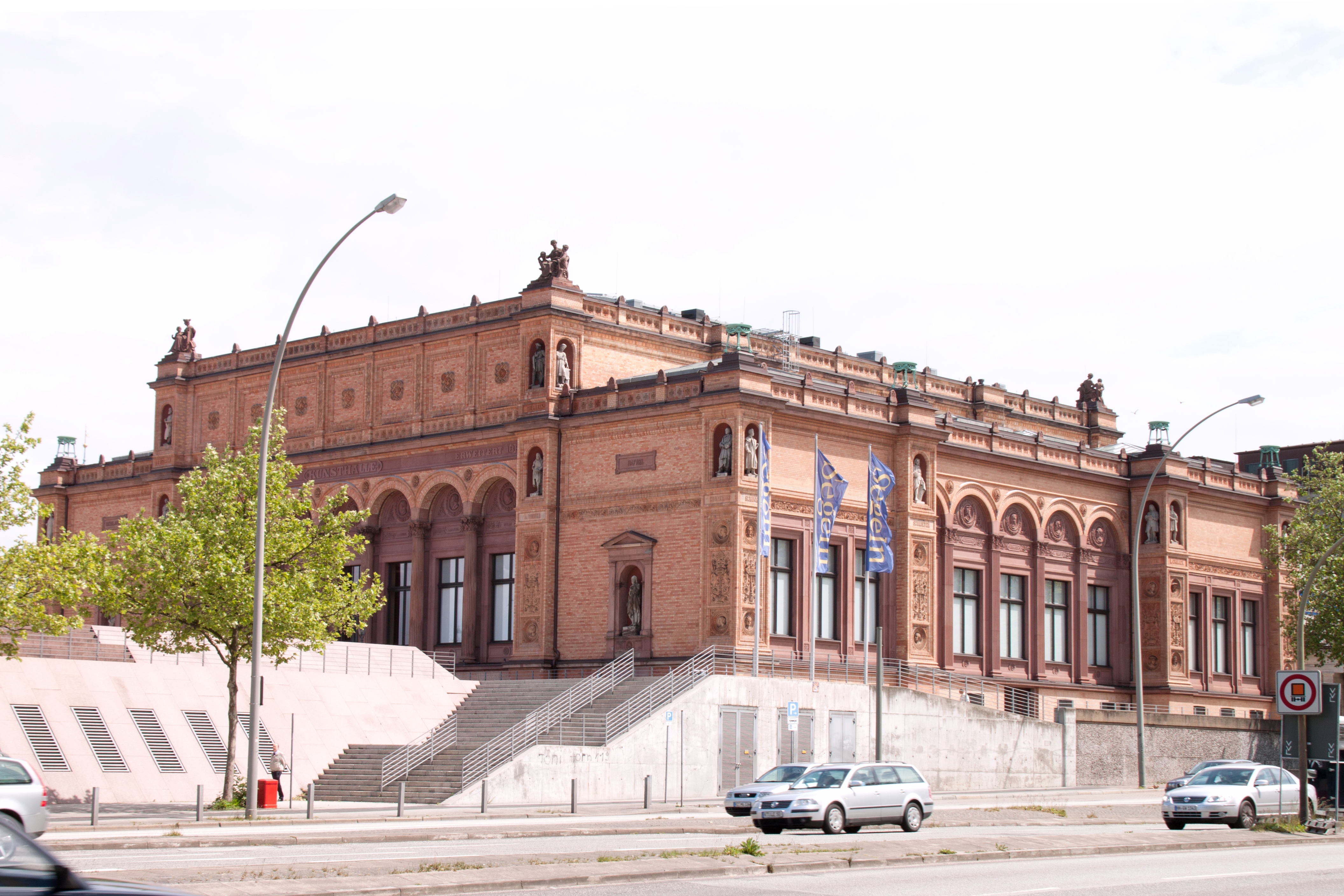
Hamburger Kunsthalle, 2010

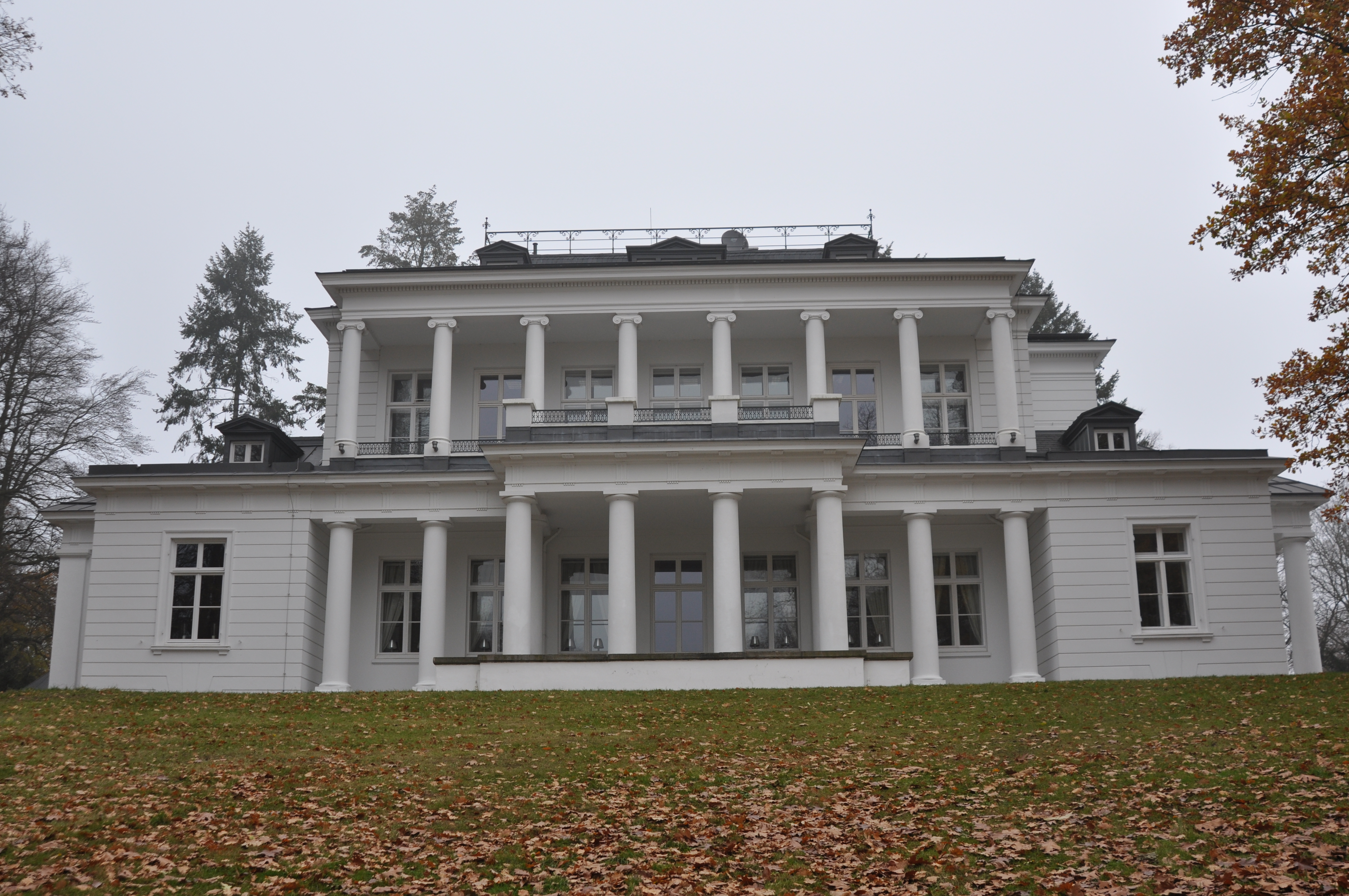
Goßlerhaus in Goßlers Park, 2011

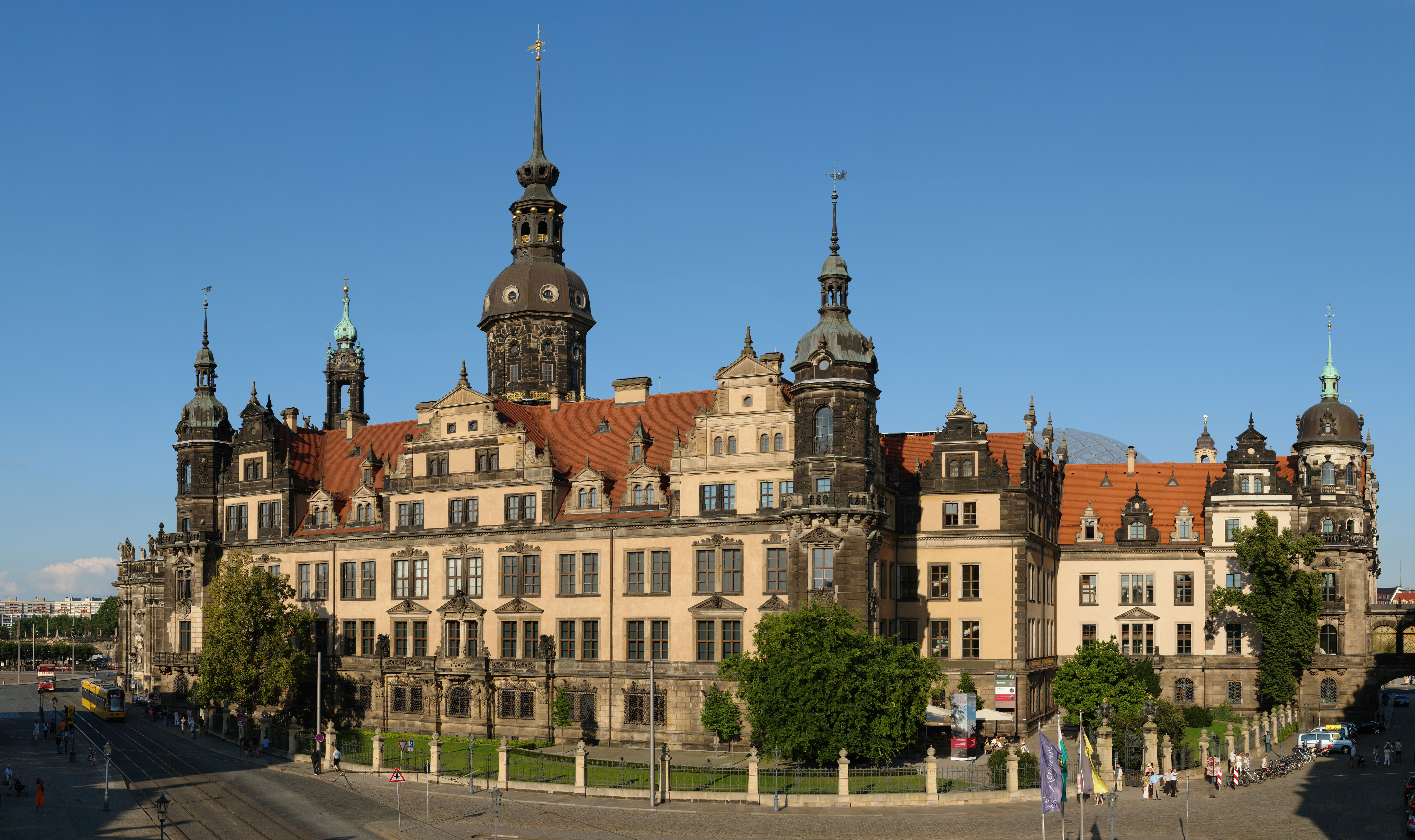
Kupferstichkabinett Dresden

### Janssen-Kabinett
1997, zwei Jahre nach Janssens Tod, wurde im Neubau der Hamburger Kunsthalle das Janssen-Kabinett mit einer Ausstellung von Blättern und Zeichnungen aus der Sammlung von Gerhard Schack eröffnet, seit dem 7. Februar des Jahres bereits eine Dauerleihgabe an die Kunsthalle. Im selben Jahr erwarb die Hamburger Kunsthalle mit Unterstützung privater Spender und der Kulturstiftung der Länder den kompletten Nachlass von Hartmut Frielinghaus. 2007 vermachte Gerhard Schack seine gesamte Janssen-Kollektion endgültig der Kunsthalle.

### Horst-Janssen-Museum Oldenburg
Im November 2000 erhielt Janssen sein eigenes Museum – das Horst-Janssen-Museum in Oldenburg wurde eröffnet. Die rund 1800 Blätter der Janssen-Sammlung des Ehepaars Carin und Carl Vogel bilden den Grundstock regelmäßig wechselnder Ausstellungen. Der Platz nahe dem Museum wurde 'Horst-Janssen-Platz' benannt. 

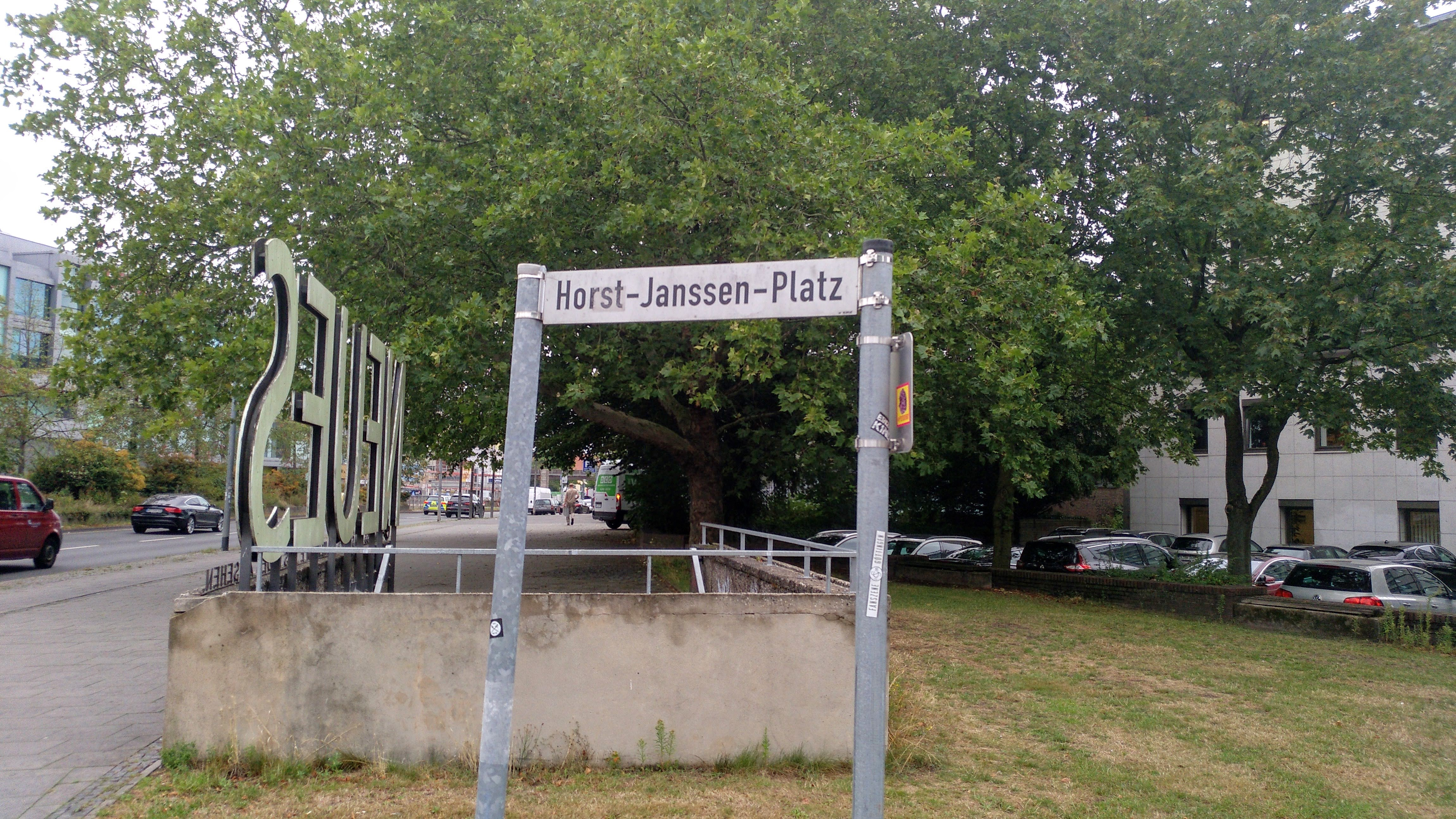
Horst-Janssen-Platz Oldenburg

Anlässlich Horst Janssens 80. Geburtstags im Jahr 2009 zeigte das Horst-Janssen-Museum Oldenburg vom 30. August 2009 bis zum 15. November 2009 die erste umfassende Retrospektive seit dem Tod des Künstlers mit rund 300 Werken.
Ende August 2016 verkaufte Stefan Blessin, über viele Jahre Gesprächspartner, Sammler und Freund des Hamburger Künstlers Horst Janssen, seine wohl größte private Sammlung von Kunstwerken Horst Janssens bestehend aus 315 Aquarellen, Drucken und Zeichnungen für 1,2 Millionen Euro an das Horst-Janssen-Museum in Oldenburg.

### Goßlerhaus
Ende 2007 begann Angelika Gerlach (Freundeskreis Janssen Bibliothek im Goßlerhaus e. V.) mit Janssens Tochter Lamme Janssen, im Goßlerhaus in Hamburg-Blankenese die Horst-Janssen-Bibliothek einzurichten. Im Mittelpunkt der Nutzung der am 9. März 2008 eröffneten Bibliothek stehen Lesungen und Ausstellungen über Janssens schriftstellerisches Werk.

### Öffentliche Sammlungen
- Altonaer Museum, Hamburg
- Bilderbuchmuseum in Troisdorf
- Centre Pompidou, Paris
- Galerie und Verlag St. Gertrude
- Horst-Janssen-Museum, Oldenburg
- Kunsthalle Hamburg
- Kunstmuseum Walter, Augsburg

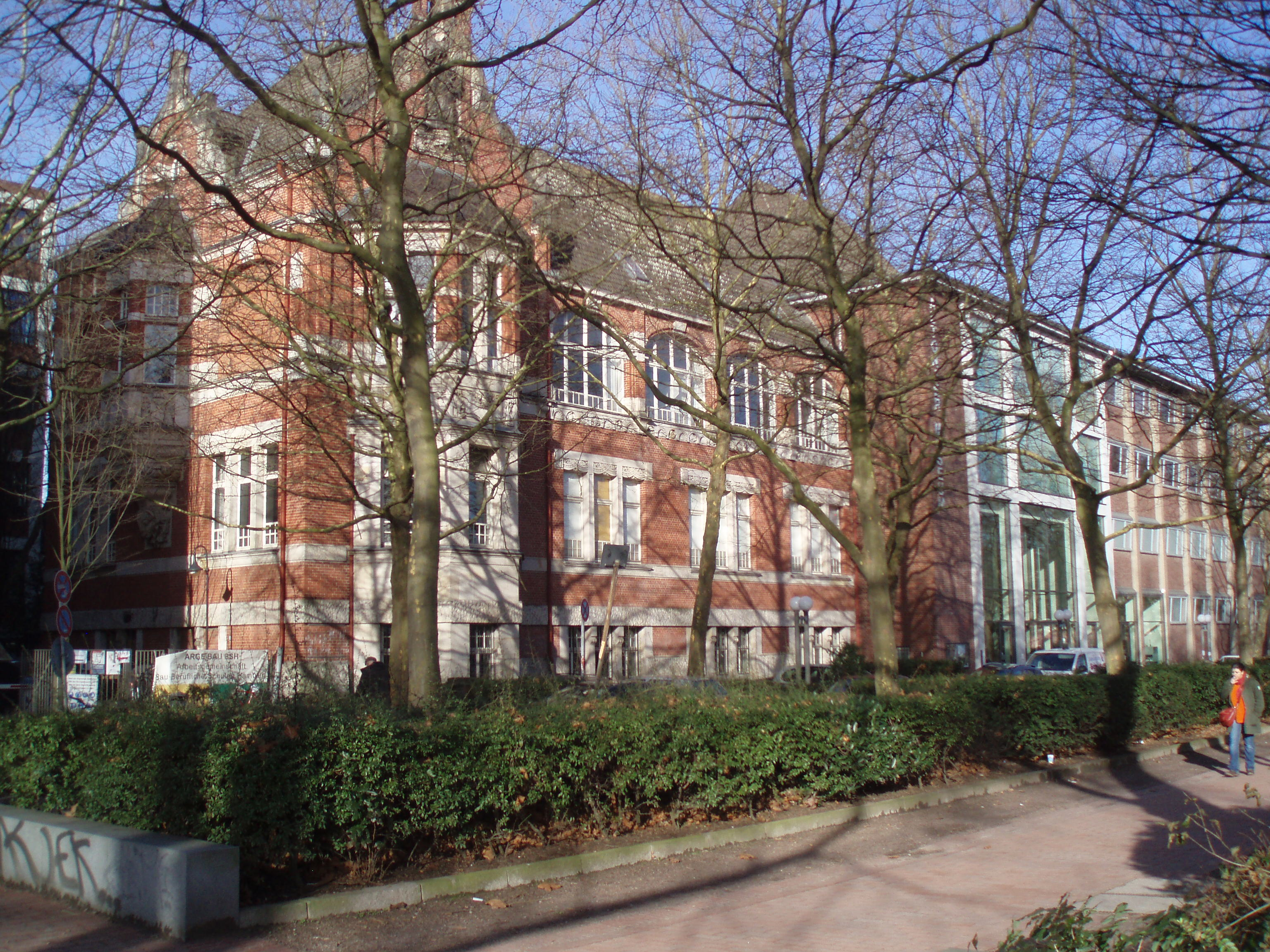
Altonaer Museum, Ausstellungsort des Janssen-Archipels, 2016

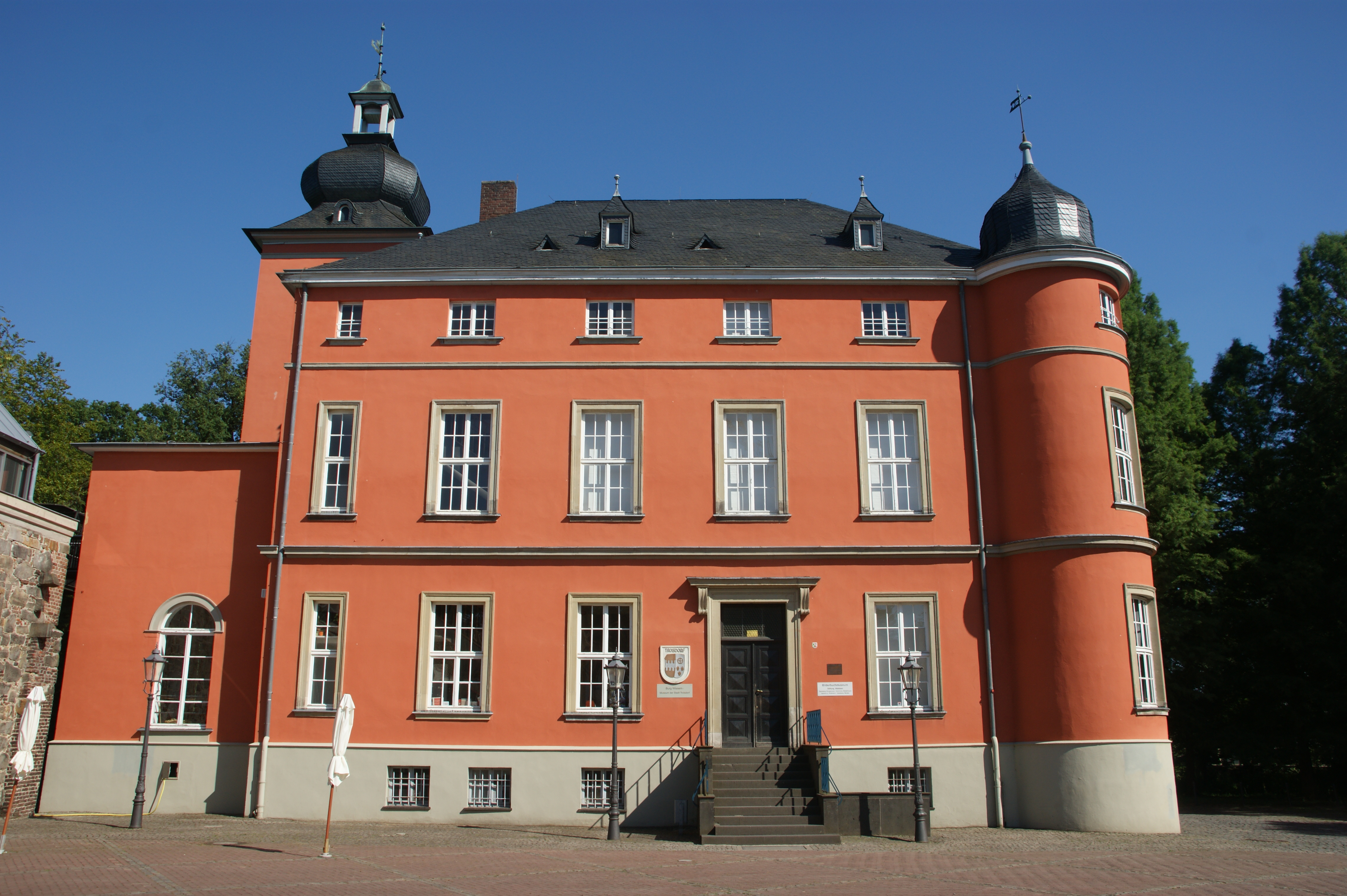
Bilderbuchmuseum in Troisdorf, Burg Wissem, 2004

- Kupferstichkabinett Dresdener Schloss
- Moma, New York
- Schloss Gottorf, Schleswig
- Haus Peters, Tetenbüll